# 新幹線E5/H5系電力動車組

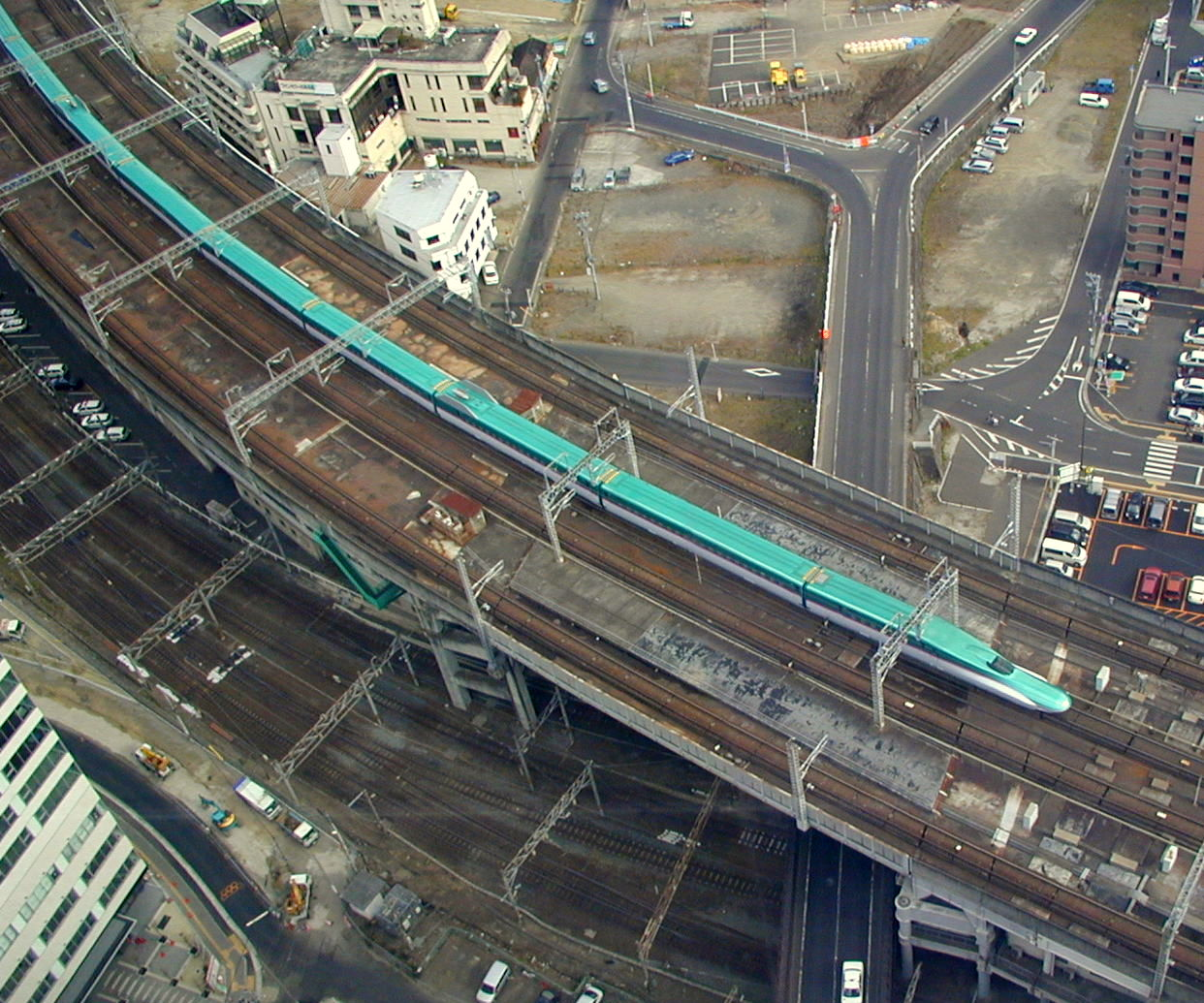
於仙台站的北側空中观望試験中的E5系。2010年1月摄影

新幹線E5系電力動車組及新幹線H5系電力動車組是分別由东日本旅客铁道（JR东日本）及北海道旅客铁道（JR北海道）所使用、每列10節車廂之跨會社同款新幹線車輛，分別配合東北新幹線正式全線通車暨隼號班次投入營運及北海道新幹線初段開通而购置。

## 概要
E5系是为了东北新干线的运营最高时速320km/h的目标进行研制开发，2011年3月5日起开始商业化运营。本列车被定位为E2系实质性的后继车辆。广告宣传口号为「MADE IN DREAM.」（形成超特急的梦想在21世纪，我得到了这一点）。E5系1编组（10辆）的制造成本约45亿日元。2012年獲日本鐵道友之會藍絲帶獎。
本系列在商业运营后同时新设了东北新干线暱稱“隼号列车”的专用车辆，之后开始陆续投入东北新干线的“疾风”、“山彦”與“那须野”等列車班次的运营。
JR北海道因应2016年3月26日的北海道新干线新青森-新函馆北斗段开业而引入同型号车款；系列名稱方面，以E1系之後的列車名稱暨分配方法，將E5系賦予JR東日本擁有，而H5系則賦予JR北海道擁有──是JR北海道首款跟隨JR東日本以公司管轄範圍名稱首字母冠號之車系（JR東日本 (JR East) 以「E」為車系編號前綴，JR北海道 (JR Hokkaido) 以「H」為車系編號前綴）。列車在機電設備与E5系完全相同，僅外觀（車身色帶）、車內裝潢、車號編碼、車內提示鈴聲略有差異。

## 沿革

### E5系开发的历程
基于JR東日本在2000年制定的中期经营构想（New Frontier 21）中“希望构建世界第一的铁道系统”的愿景，计划将东北新干线的最高营运速度设定为360km/h。为了实现这一目标，JR东日本2002年在公司内设立“新干线高速化推进项目”，开发了Fastech 360S，并于2005年开始进行了包括地面设备在内的各种试验。基于试验结果并考量环境和成本因素，认为将最高速度定在320km/h较为妥当，于是开发出最高速度对应的新型新干线E5系列車。

### 量产试制车下线并测试
2009年，量产试制车（S11编组）制造完成。车辆由川崎重工業車輛公司和日立制作所共同制造，制造完后经海运運至仙台港。 5月24日至30日车辆陆续搬入位于仙台的新干线综合车辆中心。2009年6月15日开始在北上站-仙台站之间开始试运行。
2009年10月17日，在新潟新干线车辆中心开放日中，E5系公开展示。
此后也延长行驶区间进行行驶试验，同年12月9日第一次开进东京站站台。同时在报章刊登。
2010年1月中旬开始，与E3系R21编组开始重联试运行。同年10月26日，与E6系量产试制车开始重联试运行。
自2013年2月28日起，量产试制车改編为U1编组投入商業运行。其中该编组中的5〜8号車的普通车采用了之前试制時的座椅，后来才改为量产车一样的座椅。

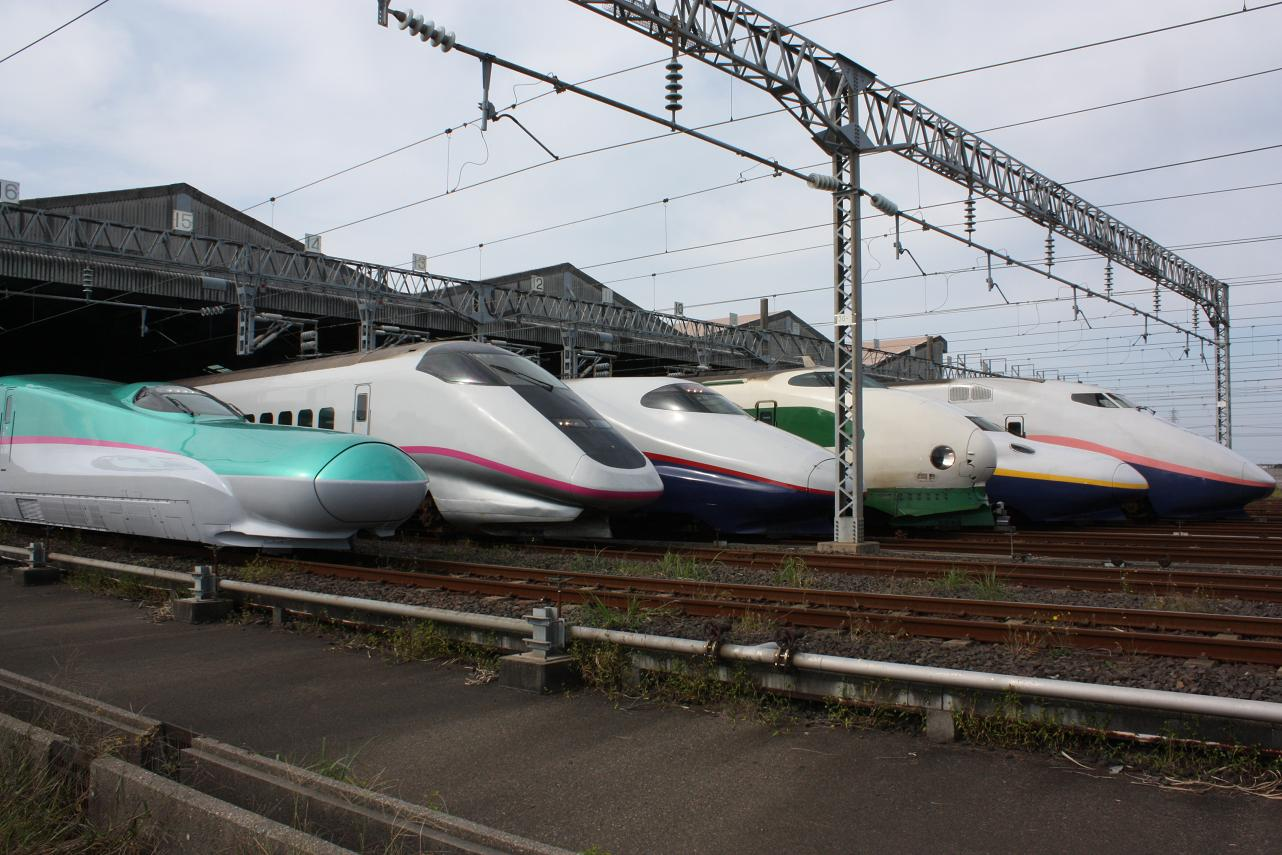
于新潟新干线车辆中心公开的E5系 （2009年10月17日）
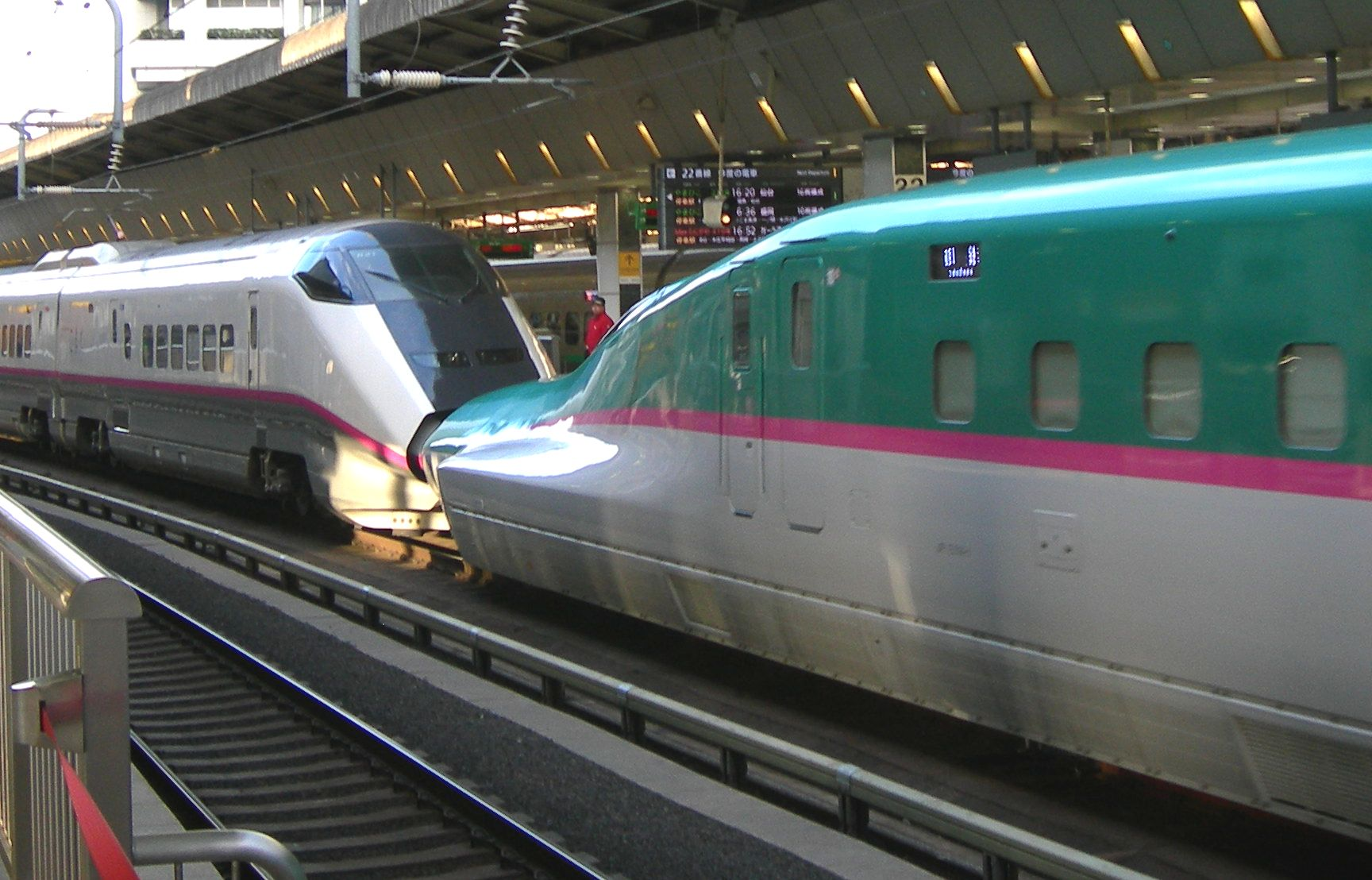
与E3系重联转态 （2010年1月27日 東京站）
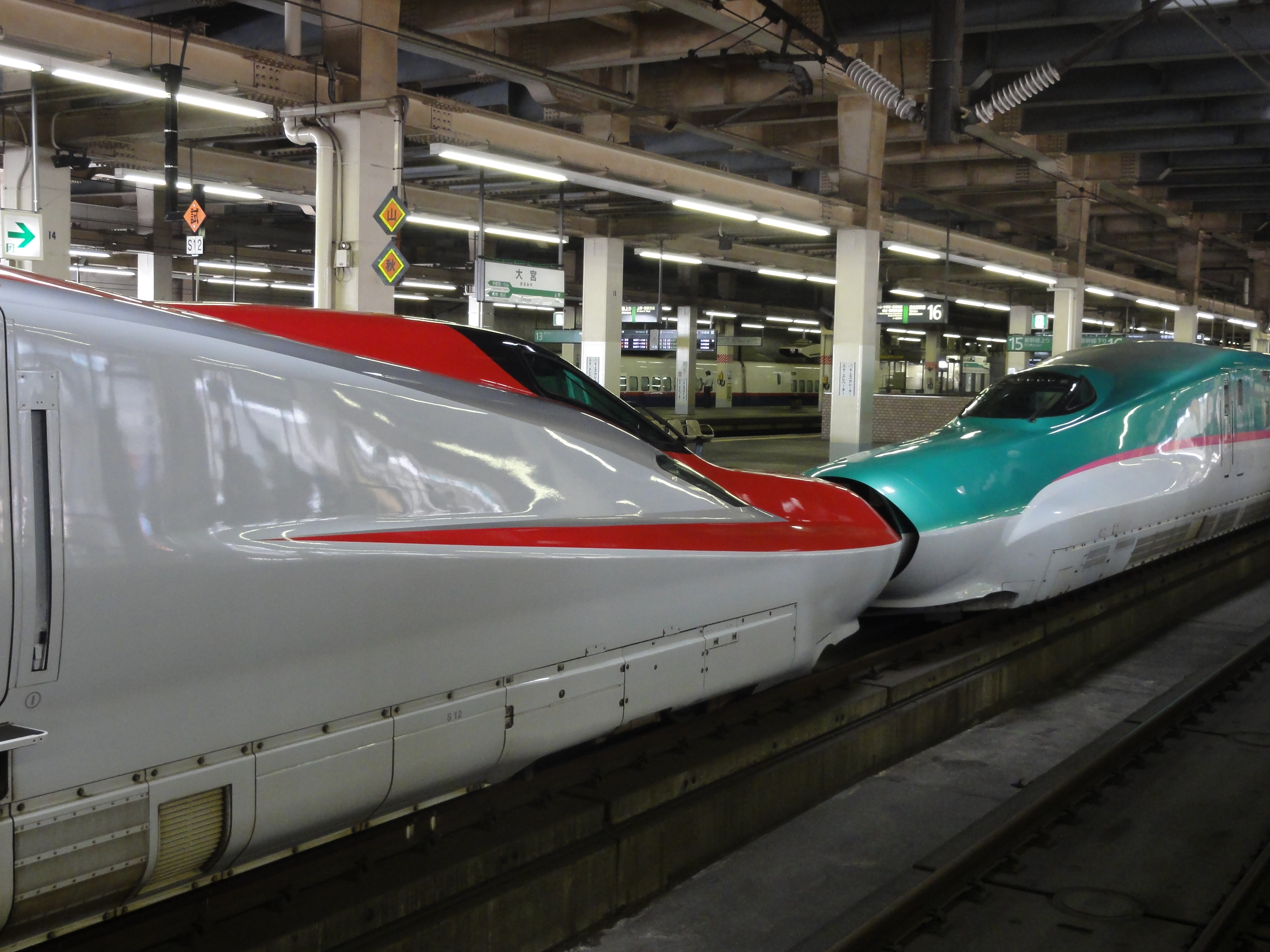
与E6系重联转态 （2012年9月18日 大宫站）

### 量产列车完工，「隼号」开始运营
2010年11月22日和23日，量产车U2编组经海运后陆续卸货。
2011年3月5日，共有3编组开始投入东北新干线运营 。以3组作单独运营，在东北新干线的大宫站-宇都宫站之间的最高速度275km/h，宇都宫站-盛冈站之间的最高时速300km/h的营业驾驶，“隼”运转东京站-新青森站间2次往返和东京站-仙台站间1次往返。
然而，商业化运营开始后不到一周时间（3月11日）就发生了東北地方太平洋近海地震，距离东北新干线全线恢复前一天的4月28日E5系运营暫時停止。直到4月29日的全线开通时重新开始运行，震后修复工程伴随时刻表修訂暂时不能运行至300km/h。7月9日的时刻表调整宇都宫站-福岛站间和一之关站-盛冈站间的最高速度，9月23日的时刻表调整伴修随着复工程的结束，福岛站-仙台站-一之关站间的最高速度恢复到300km/h。

### 扩大运用范围

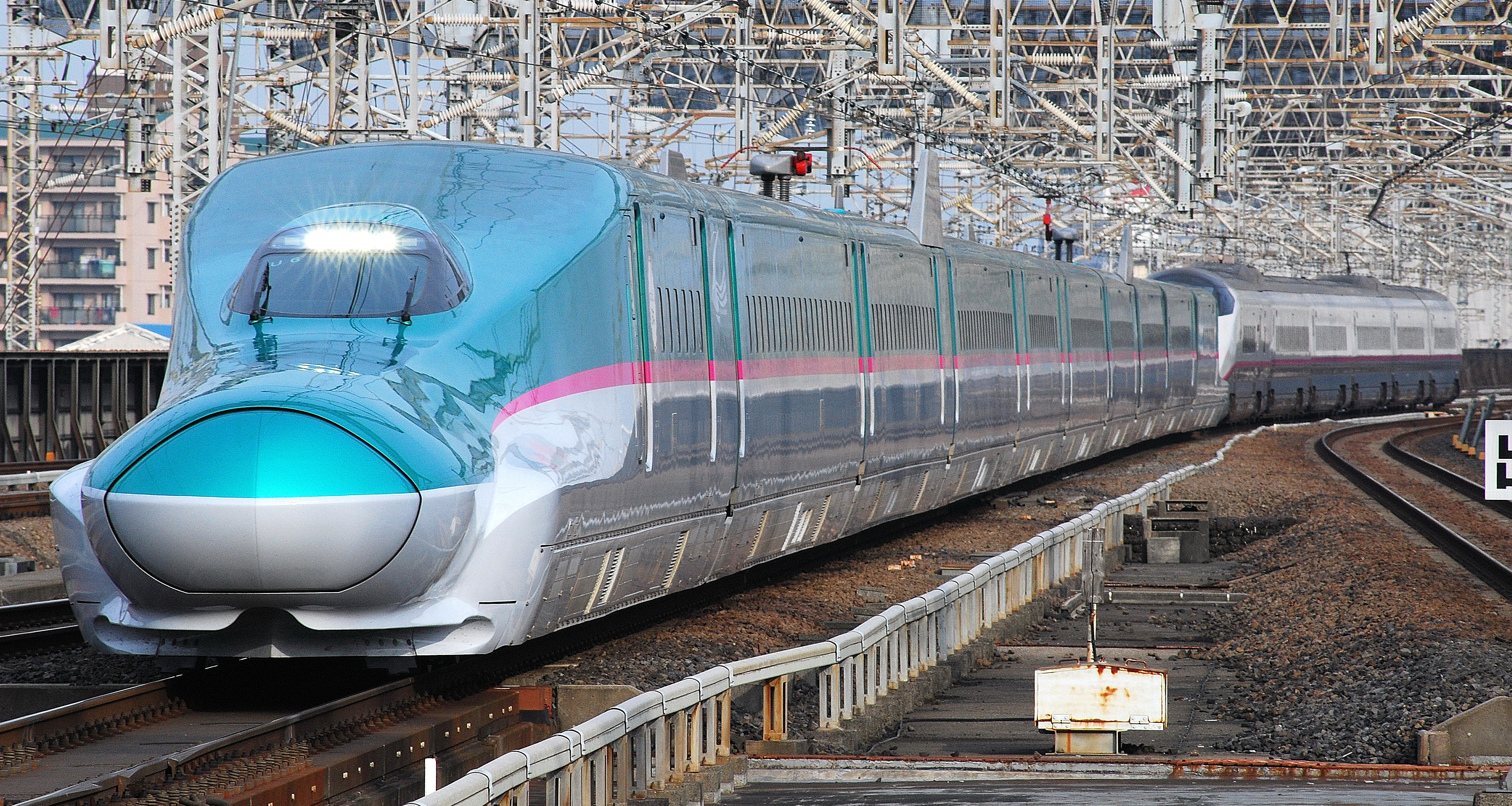
E5系U6編组与E3系连挂运行的「疾风」102号

2011年11月19日始，E5系新制造了3编组一共6编组，在疾风号與山彦号投入E5系。这些列车中的特等车厢亦会正常使用。部分列车与E6系“小町号”混编运行的最高速度仅为275km/h。
2012年3月17日的时刻表修訂增加4编组，合计10编组且投入“那须野号”班次。
2012年4月27日开始，增加1编组合计11编组，同年9月29日的时刻表订正中再增加5编组。2013年1月26日时增加4编组合计20编组，E5系在“疾风”“山彦”“那须野”单独行驶，最高速度是275km/h。
2013年3月16日的时刻表订正中，新增投入3编组运行共计23编组，所有新青森站始发的“疾风号”改用E5系，“隼号”提升至最高速度是300km/h。另外，當天也开始“隼號”與E6系“超级小町号”的混编列车运行，另外，E6系同样适用于部分“疾风号”和“山彦号”的混编列车运行。另外在此时刻表订正之前的2013年2月28日，量产试制车S11编组改造为U1编组。
2013年9月28日的时刻表订正中，新增投入4编组运行，包含量产试制车在内共有28列已经投入运行。
2014年3月15日的时刻表订正中，秋田新干线全线使用E6系列车运营，當天也开始“隼”與E6系“小町”的混编列车以320km/h的时速运行。
从那时起之后陆续增造列车，截至2023年10月，总共制造了51列列车。

### H5系的落成

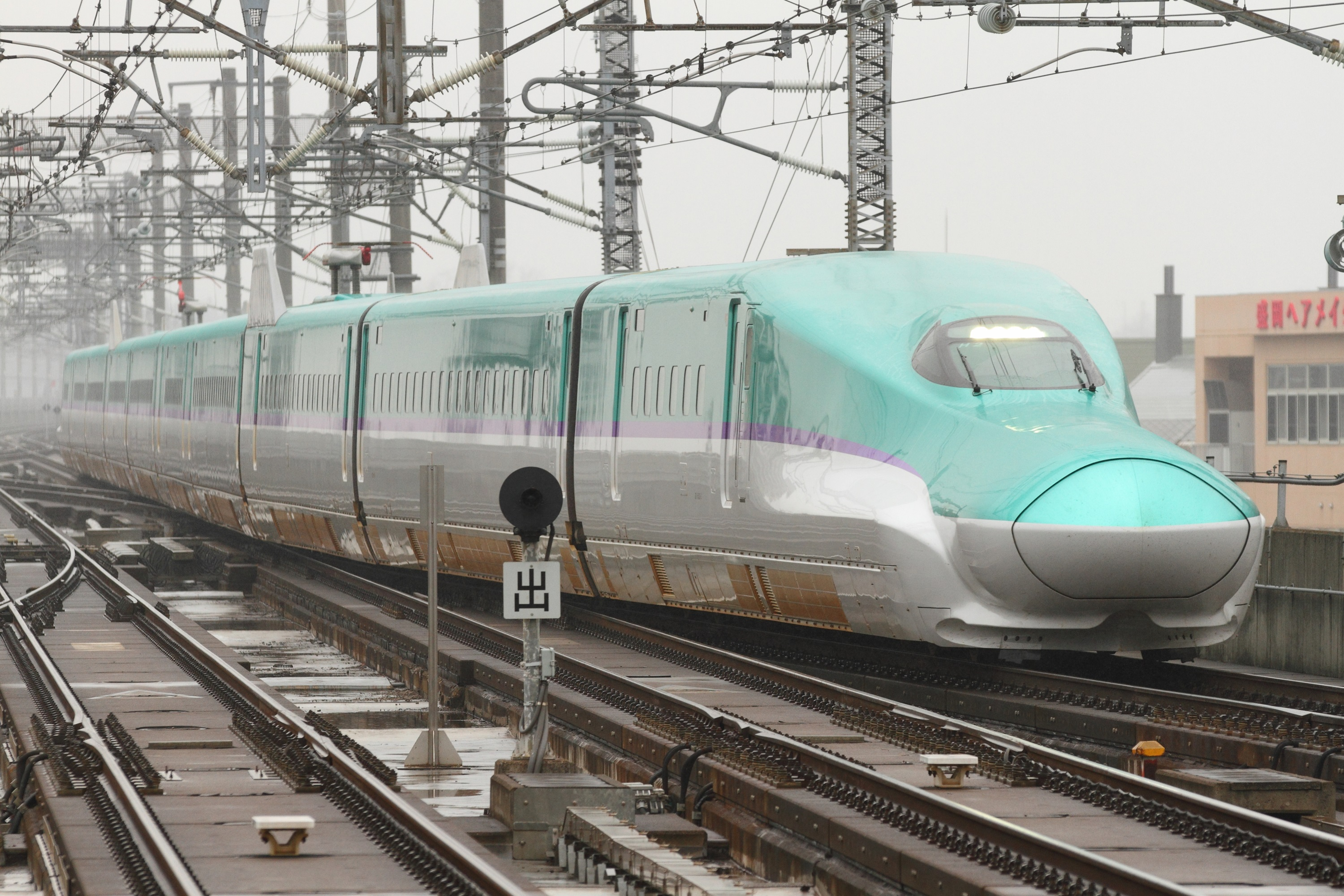
H5系(H2編组)
(2015年11月17日 盛岡站)

H5系的第一编组为H1编组，于2014年10月8日至11日在川崎重工兵庫工厂出厂，同月13日首列车的前2车厢抵达函馆港。之後，第2編组抵达函馆港，截至22日，2编组共20辆车亦陆续进入函馆综合车辆中心（现在的函馆新干线综合车辆所），后于11月1日向媒体公开其车辆基地。
2014年12月1日，列车开始在函馆综合车辆中心-新函館北斗站区间进行路试，新函館北斗站亦举行列车欢迎仪式。第2天开始在木古内站-新函館北斗站区間开始进行正式的路试工作，从7日开始在津輕今別站-新函馆北斗站进行路试，列车于第一次驶入青函隧道前往本州。
从2014年开始路试至2015年3月1日，从最高速度30km/h陆续升格至260km/h（运营时速）。2016年3月26日，新青森站-新函馆北斗站開通。将交付4编组共40辆车。

## 构造

### 整车外观
车身采用了铝合金空心桁架断面和雙皮層構造。为了减少通过隧道时的微压力波，车辆的高度和试验车E954型（FASTECH360 S）的3650毫米相同，车辆宽度同为3350毫米。考虑到车体倾斜，车侧结构主体内侧设计为倾斜式样。
車头鼻形形状以E954型的“箭线”为原型，使隧道微气压波较前代新干线列车有所降低。另外鼻梁的长度较E954型缩短了1米（E954型为16米，E5系为15米）。在先头车尖端处，设置了供车钩收纳的开闭式车钩盖以及尖端下部设除雪刀；先头车10号车（即前往新青森方向的先头车）为进行混编列车行驶，亦装设了电气连接器附着紧贴车钩和自动开闭式车钩盖。驾驶台上部具备前照灯和尾灯（4联）。另外亦设有2条雨刮，其中一条为紧急时使用。而驾驶台后部从乘务员门之间，由于头车有过长的前鼻，因此设置了两个柜式机器室，中间为供列车长使用的过道。量产先行车的S11编组与N700系一样，两辆先头车（1号车厢和10号）的驾驶台的乘务员门使用內嵌式門，其他的用通常的滑動式車门，量产车的U2编組以后內嵌式門被废止，改为一般的滑動式車门。
每个车辆侧面装设了全彩LED式信息方向幕。以E3系2000番台为基准，可提供列车类别、座位种类外以及中途的停车站等信息。
车体颜色为了表达未来感觉的先进形象和速度感，主要来源于试验车辆 Fastech 360S，总体色调为上半部是常盤绿，下半部是飛雲白，中间以「疾風粉紅」色线条分割。头车部分侧面图案标志以「游隼」为主的造型进行描绘。但所謂的「飛雲白」實際顯現下看起來就像灰色，加上列車上半部的綠色塗裝與粉紅線條，與虛擬歌手「初音未來」的形象角色（印象角色）「初音未來」的配色大致相同，故此也有日本人將此款列車戲稱為「初音列車」。
而H5系基本上沿袭着E5系的车身。但车体涂装色带中采用以「薰衣草」为主的北海道特色为主的淡紫色。另外，侧面图案标志设置在1、3、5、7、10号车厢两侧（1节编组10个），采用以JR北海道独有的设计的「北海道的雄伟」和北海道飞来的「小白游隼」为主题进行描绘。

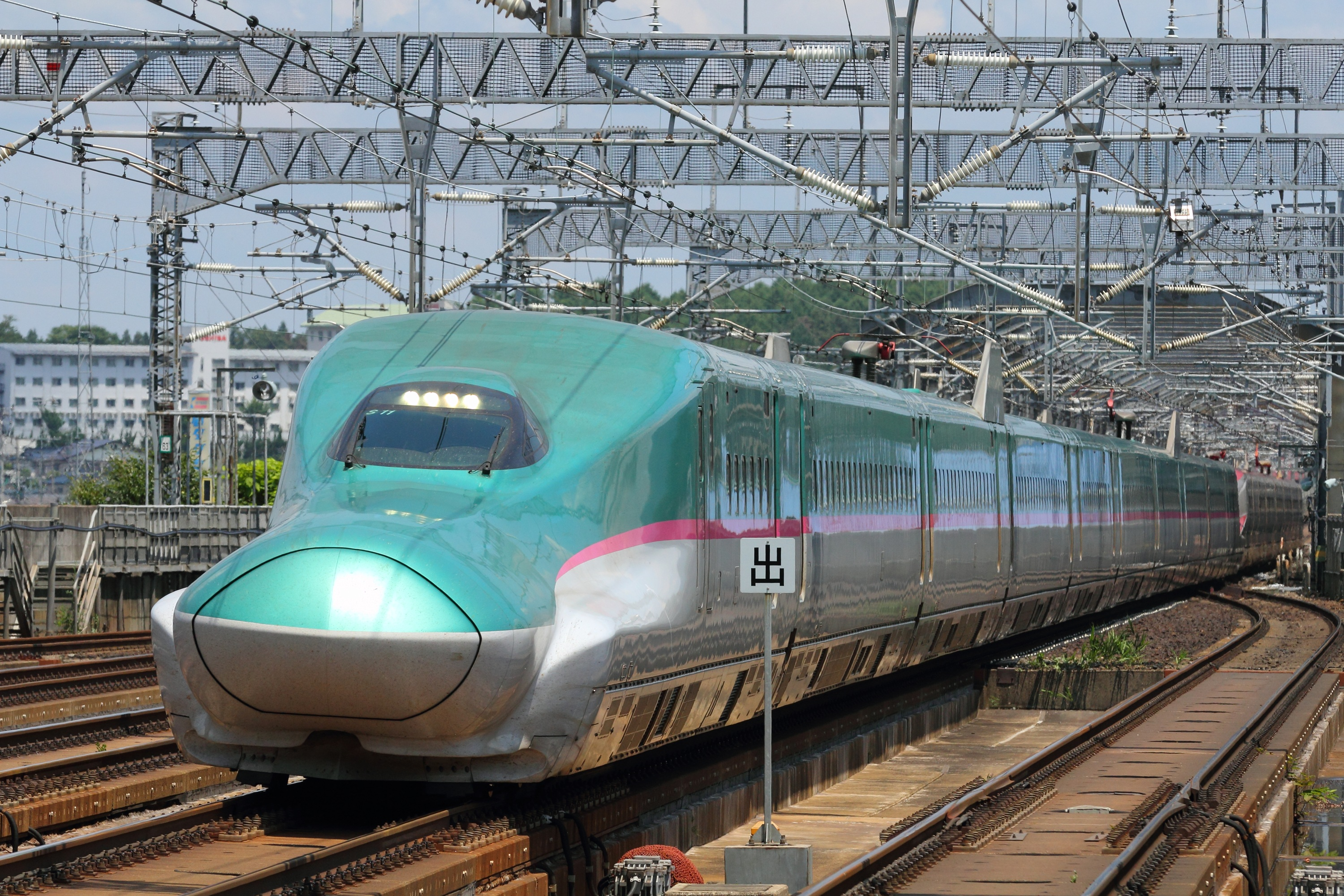
量產先行車(S11編组) （2012年7月8日 北上站
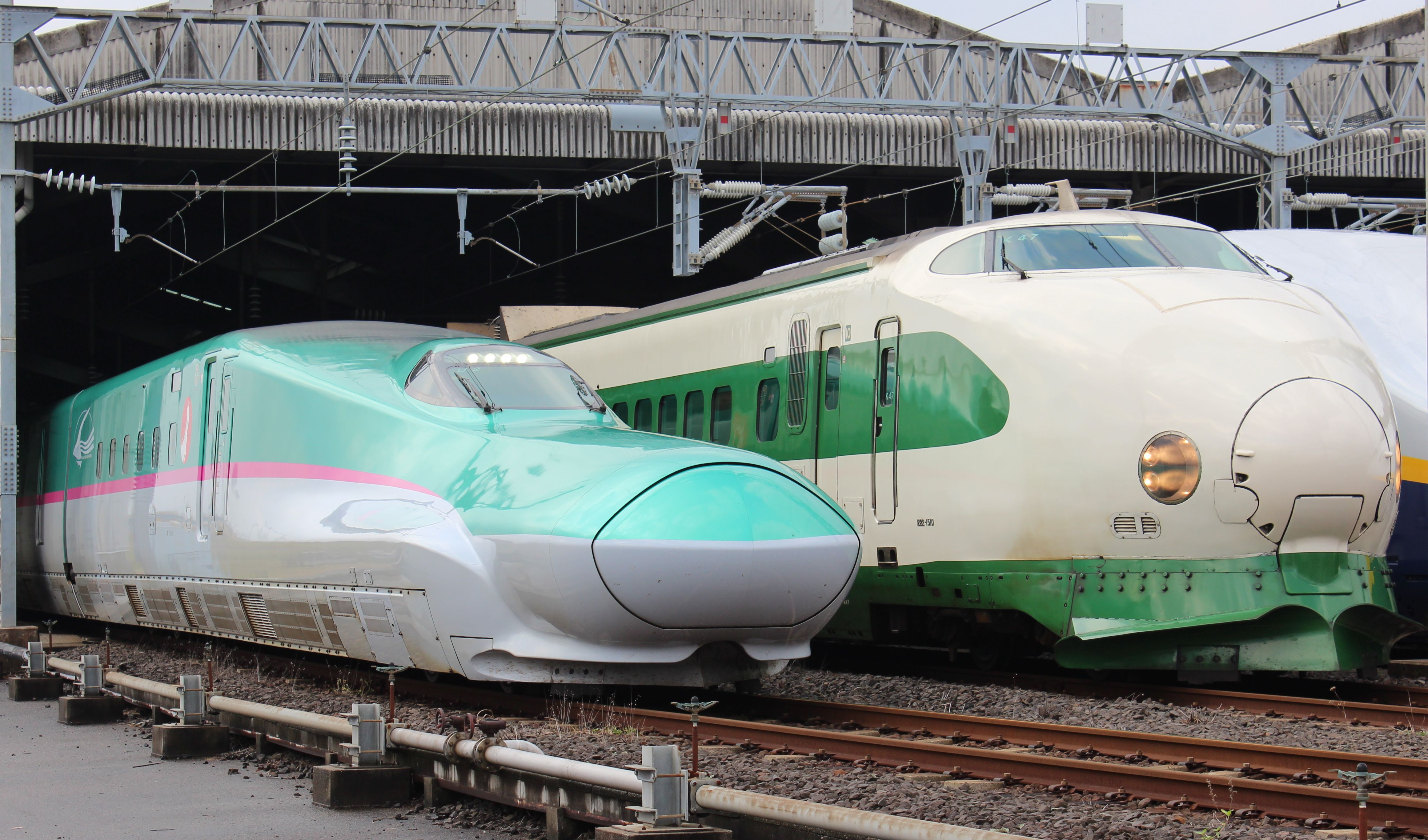
量產車与200系合照 （2012年10月21日 新潟新幹線車辆中心一般公開）
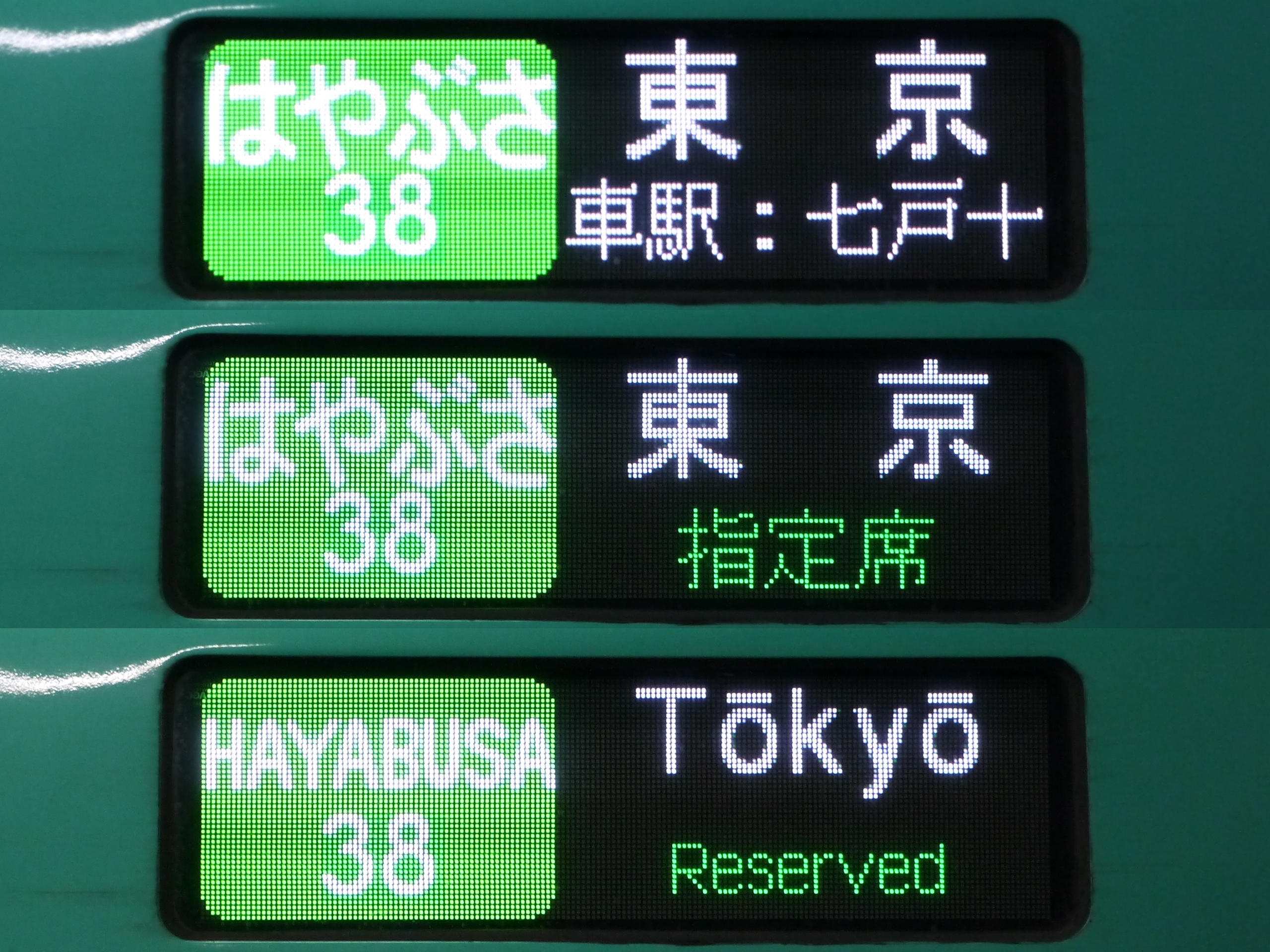
车侧的全彩LED式信息方向幕
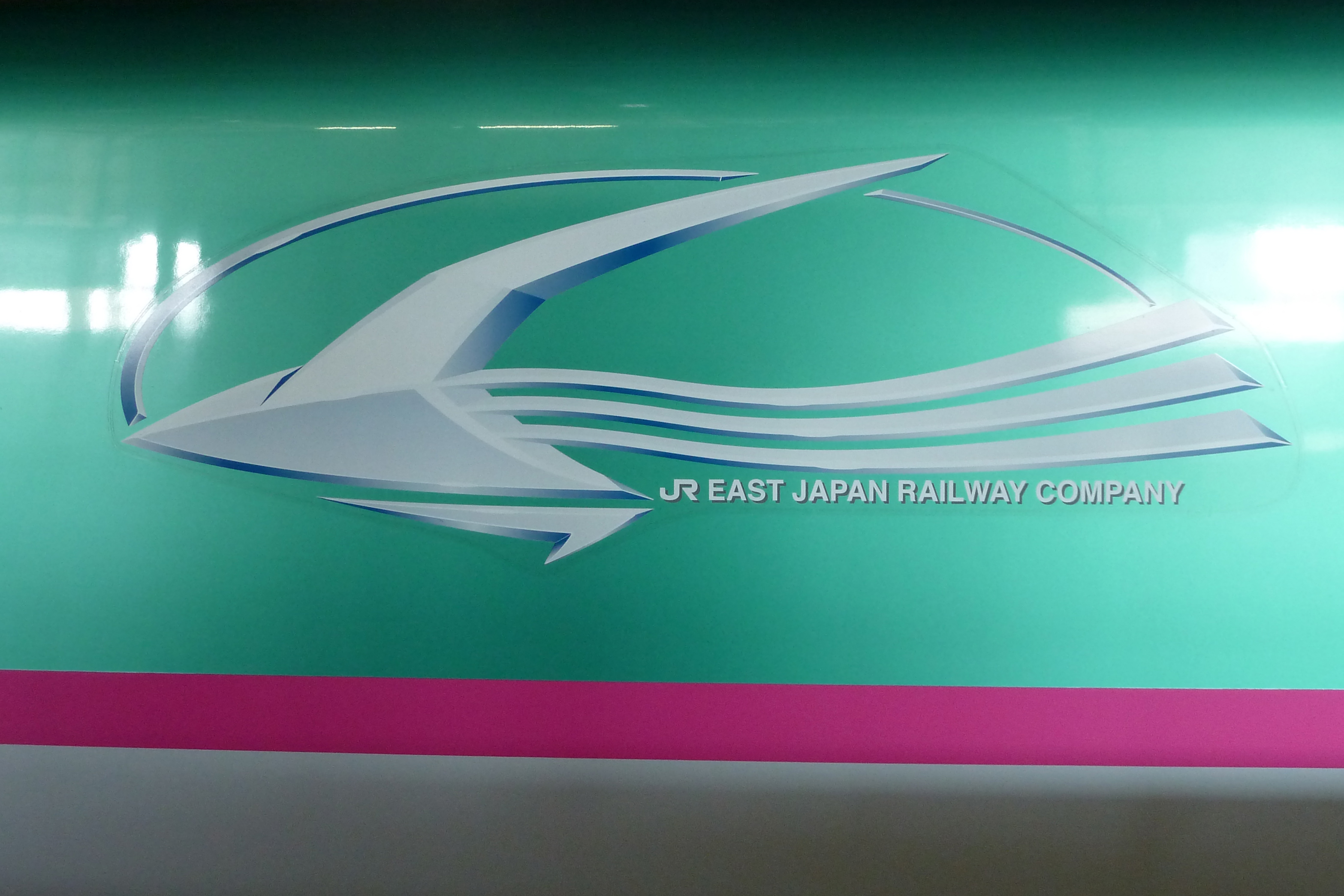
E5系图案标志
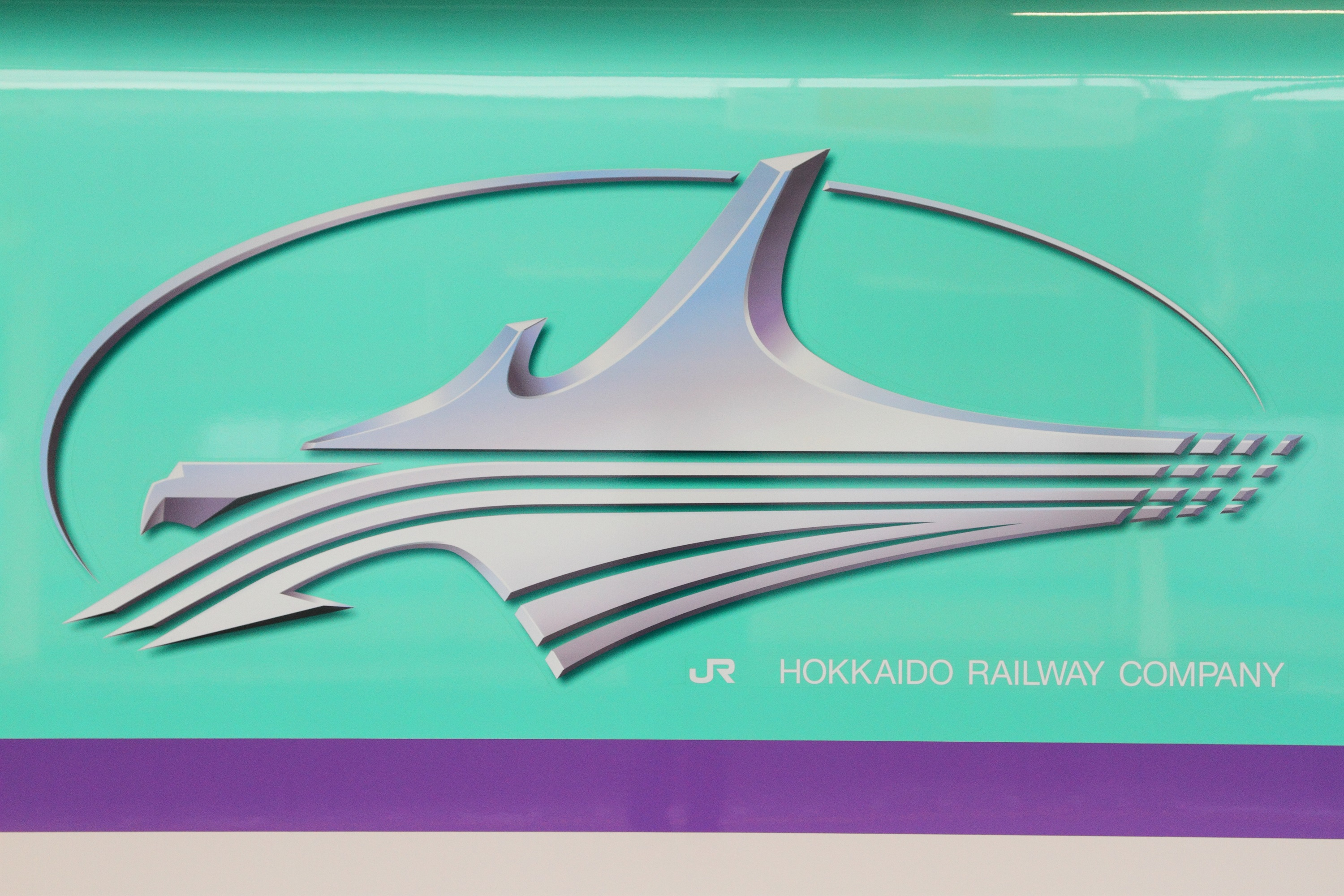
H5系图案标志
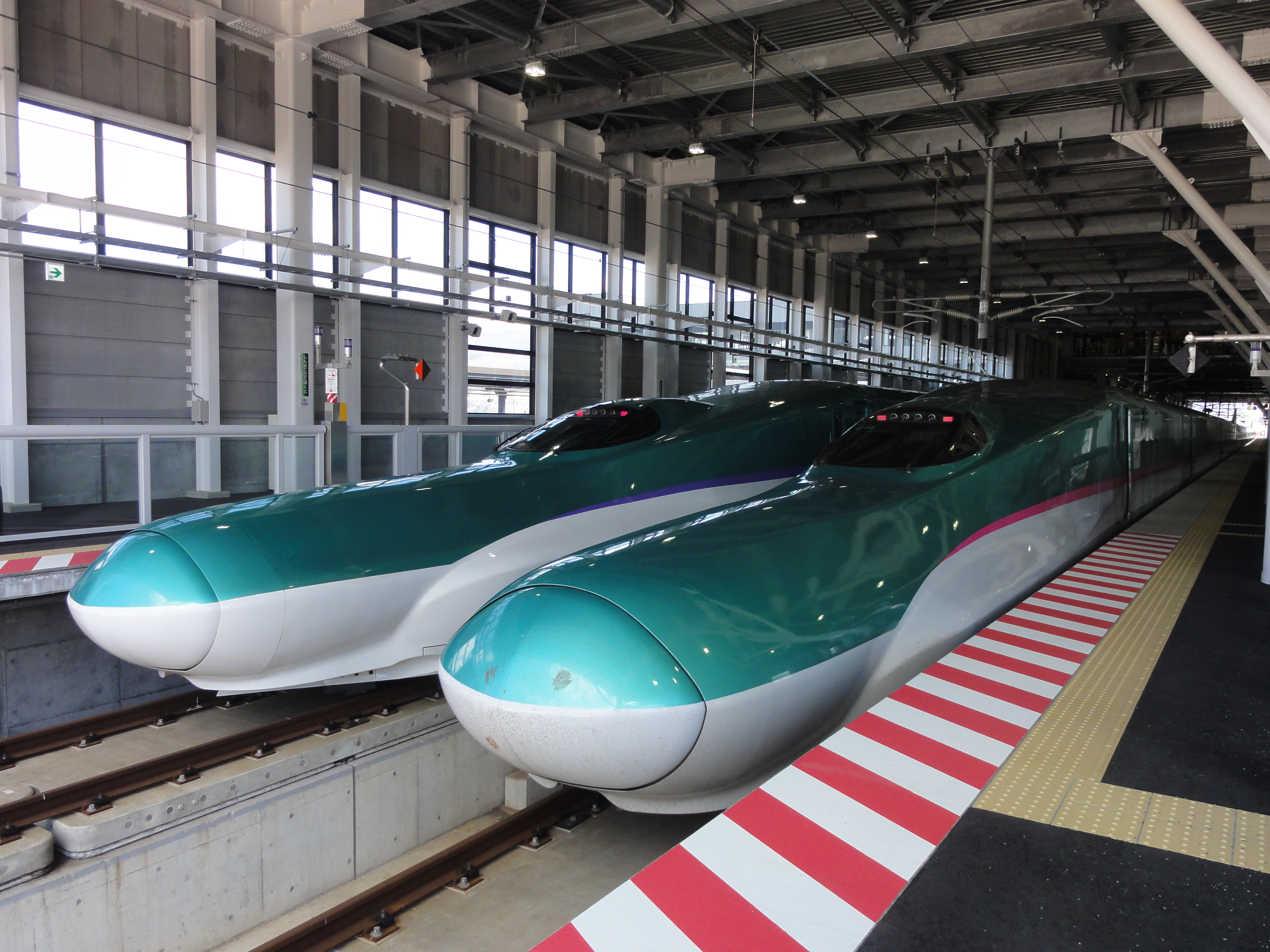
H5系与E5系 （2016年4月6日 新函館北斗站）

### 主要设备

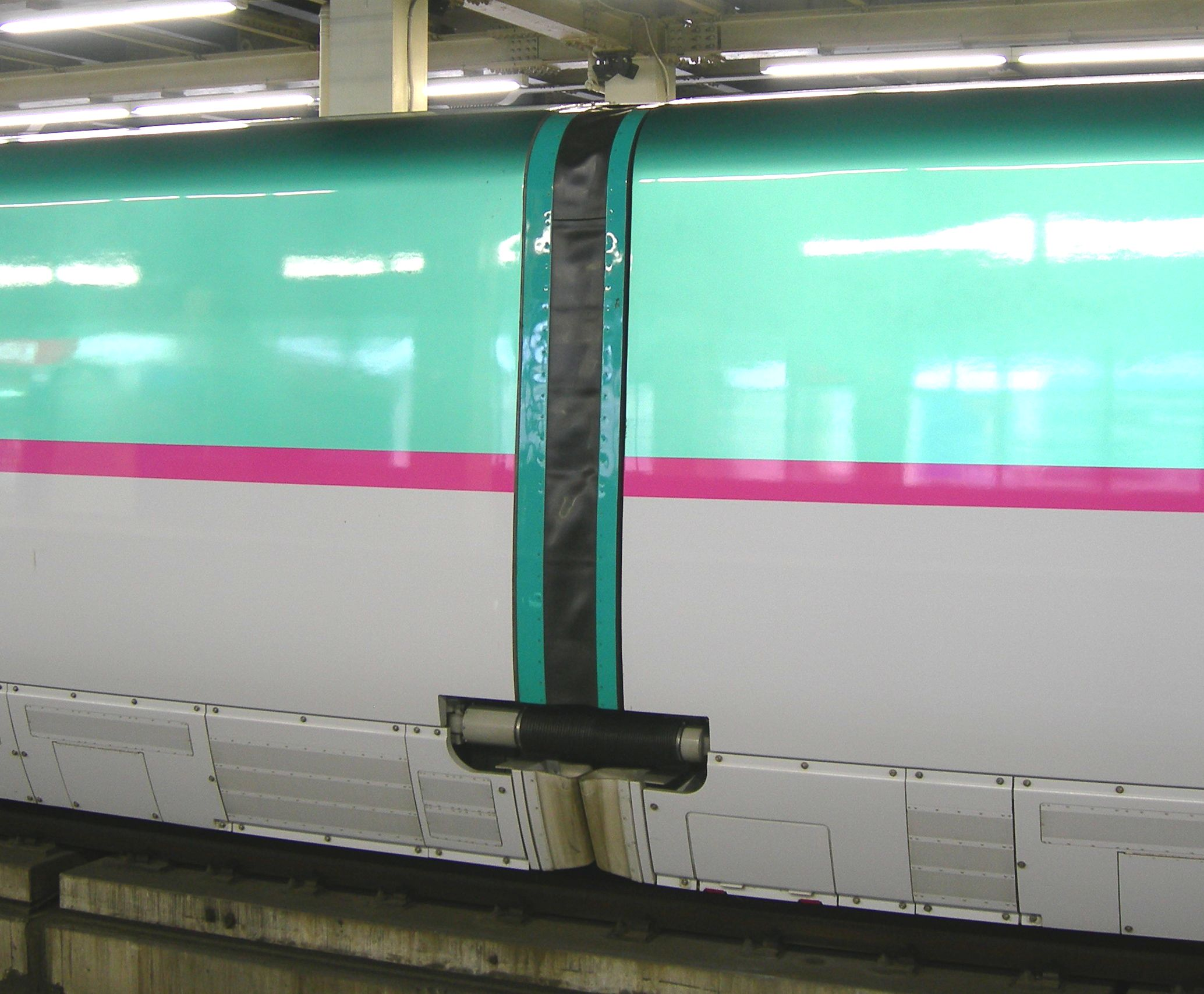
车辆密封式连接处

车辆下部的机器由底架横向吊挂，为降低噪音，设计为挡板和转向架罩覆盖的构造。此外，为减少抑制编组整体偏航而装备的阻尼器噪音和车厢连接处的风噪，抑制左右晃动，在两节相连的车厢之间以单侧支撑的方式将车顶和侧面进行了分割，用环状结构安装了全周幌（风挡）。重联时车辆的2位方面被固定，旁边的车辆的一位方面环机构强加于人的构造。可兼作检查罩的挡板和转向架罩上带有隔音材料，转向架罩采用轻量化碳纤维吸音材料来抑制噪音。

#### 电源控制装置
本车采用VVVF控制方式驱动。从架线引来的25kV单相交流电在由主变压器降压的基础上，还需经过主变频器装置将单相交流电整流为直流电，而后转化为三相交流电驱动主电动机。
M1车（E515型/H515型、E525型/H525型）主要搭载主变压器、主变频装置和集电装置，M2车（E526型/H526型）主要搭载变换装置、辅助电源装置和电动空气压缩机。
主变压器采用强制风冷式，容量为3,130kVA (TM212)。
主變頻裝置採用日立技術的低磁勵音VVVF變頻器CI-18型，當中部分車輛的VVVF判給予三菱電機或東芝公司製造，其餘由日立製作所自行生產。
辅助电源装置采用SC215A型静止型变换装置。由辅助变压器、电压交流电源用PWM变频器，直流电源用绝缘型收发器组成，主要变压器的3次电压側供應单相交流400V、50Hz电源。供给电源方面，加热器等非稳定电压使用100V交流電，插座和服务设备用无停电电源使用单相100V交流電，控制制动器电源、荧光灯等使用100V直流電等3种。
主电动机为300kw的MT207三相交流异步电动机，采用WN平行驱动型式。冷却方式是自動通风，额定功率是300千瓦。

#### 转向架
转向架以E2系的耐久性和制动性为基础，采用了带防偏航阻尼器的加强型无摇枕转向架，由住友金属工业，日立和川崎重工制造。车轮直径为860mm。偏航阻尼器具有高阻尼和高速稳定性，轴箱支撑装置采用两板式支撑板，并且对轴箱支撑的刚度进行了研究，以提高行驶稳定性。在轴箱和转向架框架的侧梁之间设置了轴阻尼器，并且与平行安装的轴弹簧一起优化了轴阻尼器，以提高乘坐舒适性。轴轴承使用油浴式圆柱滚子轴承JC39A，该轴承具有良好的记录，铝轴箱的形状可以减少温度升高，同时又可以减轻重量。基本制动在转向架车轮配备了钳式刹车盘，而拖车的转向架在车轴配备两个附加的钳式刹车盘。制动方式从油压式变成气动式，以提高滑动再粘附控制技术的技术，使其不易受到高速制动产生的热量的影响。另外，为了使螺栓上的载荷和盘表面的热变形最小化，将安装在车轮两侧和车轴上的制动盘由内部螺栓固定式变更为中央螺栓固定式，以增强制动力。另外，量产试制车的空气弹簧常数作为枕形弹簧降低到最后一分钟以使其更柔软，并且车身和转向架框架通过扭杆连接，从而提高了乘坐舒适性，同时转向架上有抑制蛇行运动的抗侧滚扭杆，以抑制车辆的侧倾。转向架型式方面，动车的转向架为DT208型，拖车转向架为TR7008型，至于带驾驶席的拖车，则采用了带陶瓷盘刹车片的TR7008A型，从而提高轨道和车轮的摩擦力。
驅動裝置采用重量更轻的WN接头型平行万向节QD208。使用斜齿轮的单级减速类型的齿轮比为82:31 = 2.65，通过减小齿轮的尺寸以减少重量。
全车均配备完全主动的悬架系统，该悬架通过加速度传感器检测到的左右以及相反的方向的力来消除左右振动，从而通过电指令驱动电动滚柱丝杠致动器来进行防摆控制。与E2系配备空气式相比不再需要空气管道和储气罐，从而以实现轻量化。另外配备了一个车体倾斜系统，该系统使用一个可以改变和倾斜车身至1.5度的空气弹簧，同时基于轨道数据的信息记录，通过车身倾斜控制阀以改变车体的转向架之间的空气弹簧的气压，从而控制空气弹簧的行程。另外本车的全主动悬架同时安装了可调阻尼器，如果全主动悬架发生故障，可以作为半主动悬架使用。

#### 集电装置

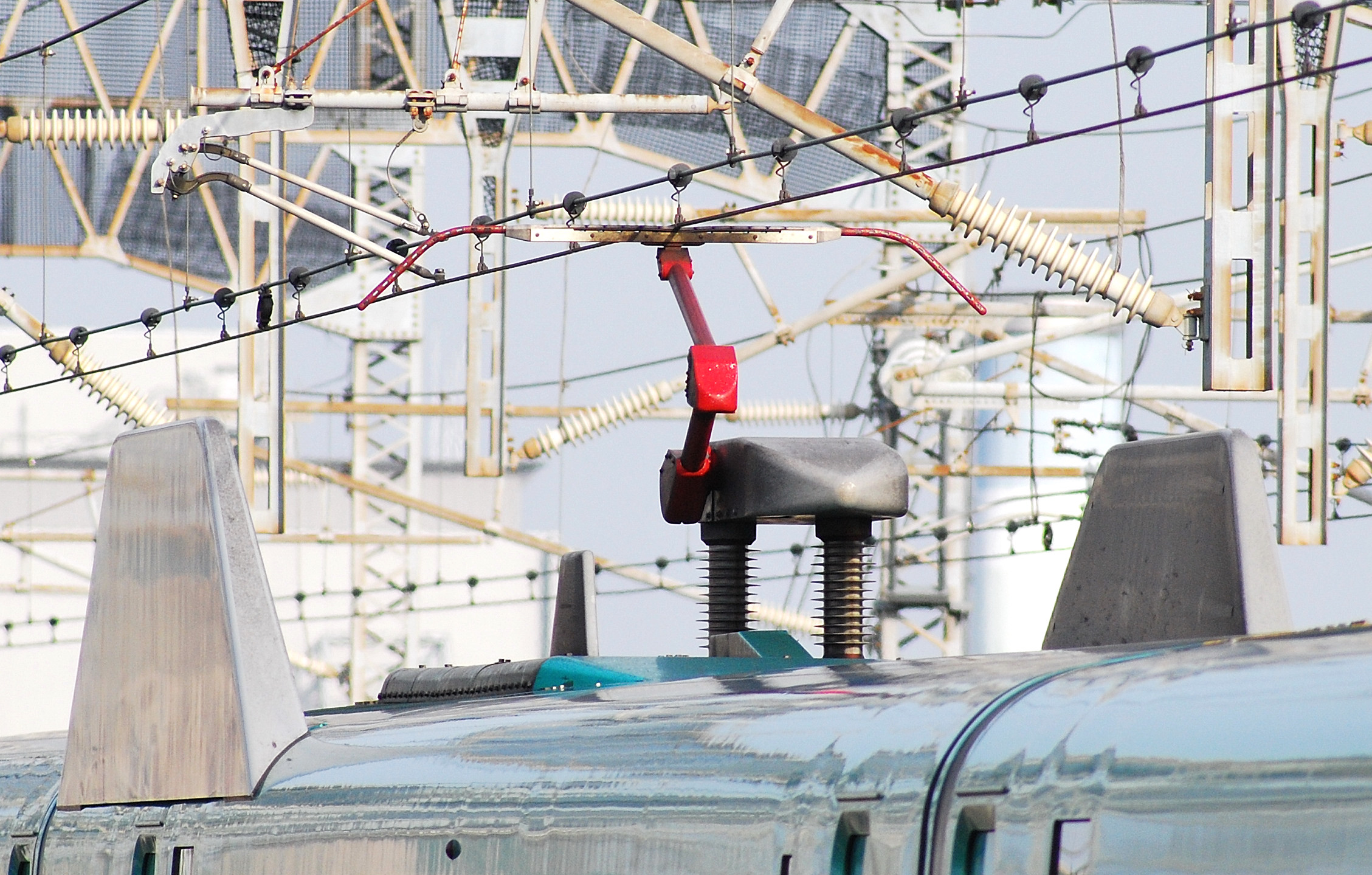
PS208型集电弓

为了在高速运行时的同时进一步降低噪音，列车在运行时仅使用一个集电弓为考量（安装在3、7号车厢中前进方向的后者），因此采用了分割成12个触线板并内置了弹簧的PS208型集电弓。在早期试验车E954型中，就装有2个不同的受电弓来测试来选定量产车使用的受电弓，分别为“琴键式”和“書脊式”。最终在PS9037型集电弓的基础上，在触线板分割成12个并内置弹簧，以灵活追随架空线。集电弓侧面安装了用以降低噪音的大型隔音板，绝缘子侧面配备小型隔音板。为了减少噪音，特高壓引通線和E2系0番台一样设置于车内顶棚处。

### 內部

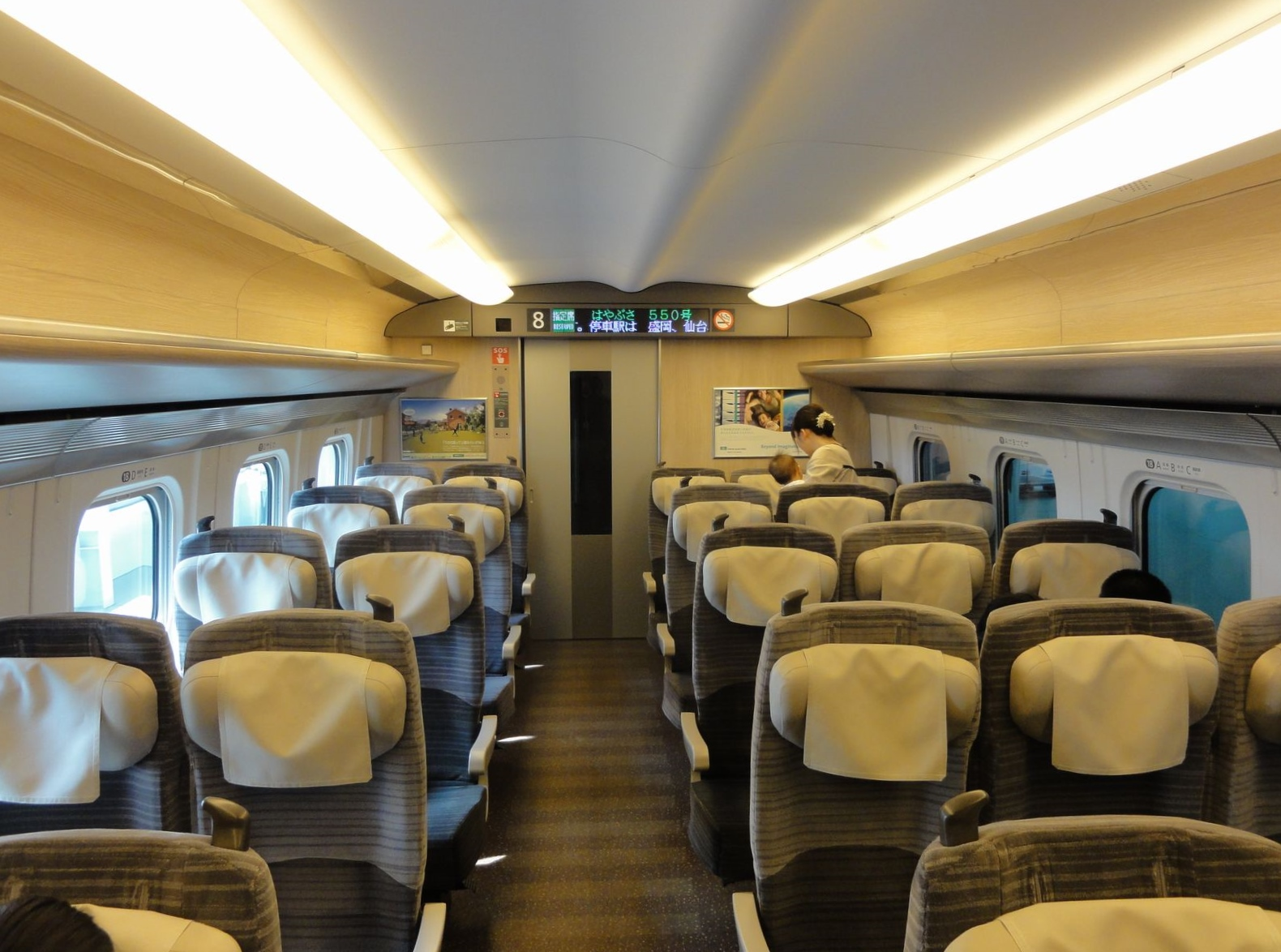
普通車廂

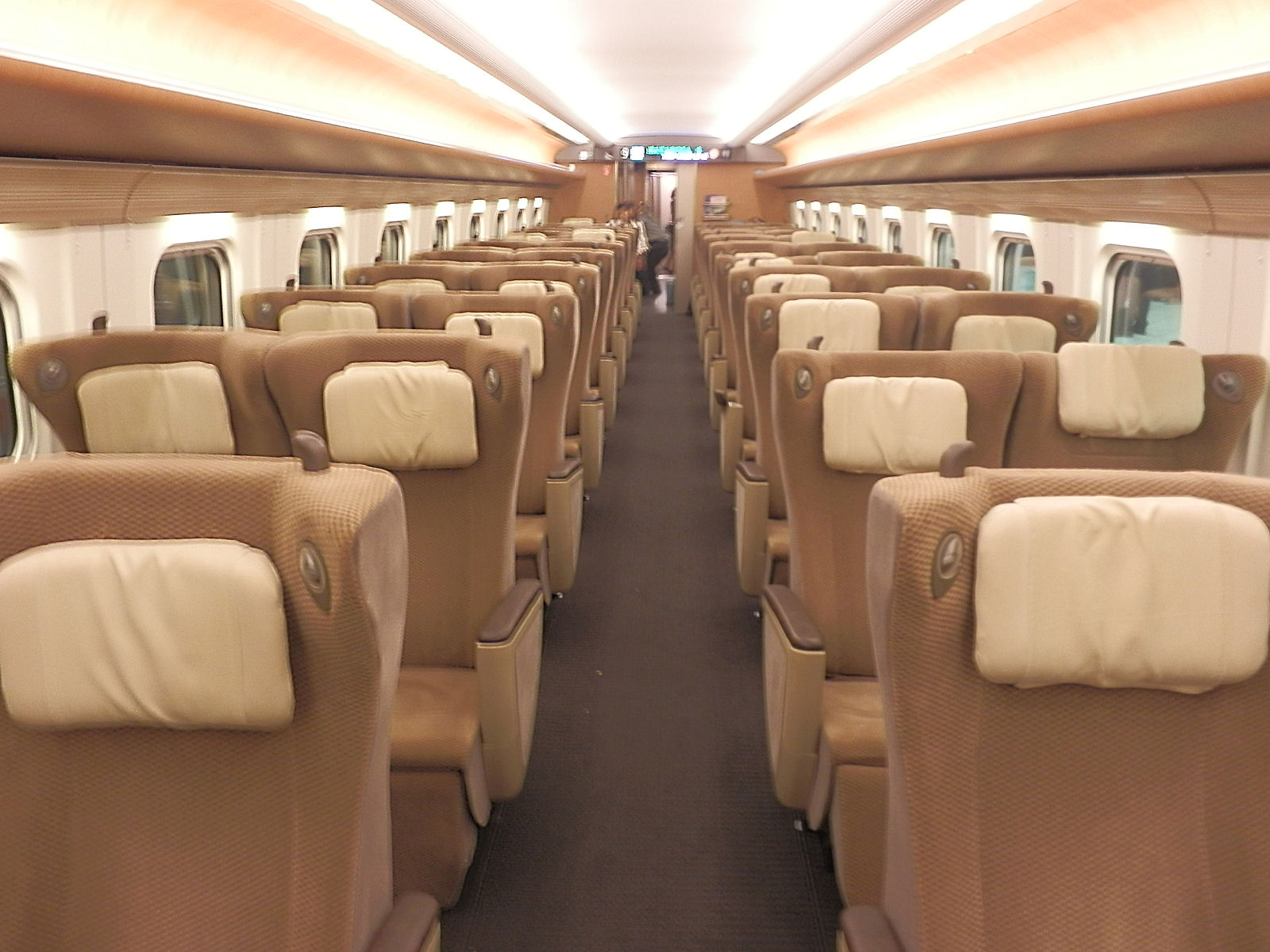
綠色車廂（Green Car）

车内以“舒畅”、“温馨”、“自在”为主旨，把恰到好处作为设计理念。颜色以自然为基础，温暖的沉静的空间设计，由于车辆前端的空间缩小和5号车厢配备厕所、多功能室等多目的设备的原因，因此本系列1编组的定员比E2系1000番台少83人，比200系K编组组10节车厢（225型400番台、头车1500番台的嵌入式组合）减少8名，總載客人數731名。普通等級列車座位距離较E2系有所加宽（980mm→ 1,040mm），不过，偶数车厢由于不配备厕所等设备（2、4、6、8号）车厢定员与E2系一样为100名，弥补了座椅间距的扩大使席位减少的遗憾。另外三人坐的座位宽度也相应扩大（A、C座：430mm→440mm，B席435mm→460mm）。
H5系的内部设计基本沿袭E5系，以「北海道之旅的序章，作为前方旅行的感情演奏」（
〜Prologue of the North Experience〜 ）为概念，采用雪的结晶等图案的独特的设计。另外，渡島綜合振興局要求车辆的内饰材料使用道南生產的日本柳杉，但由于近年来JR北海道故障事故频发，因此弃用该材料。

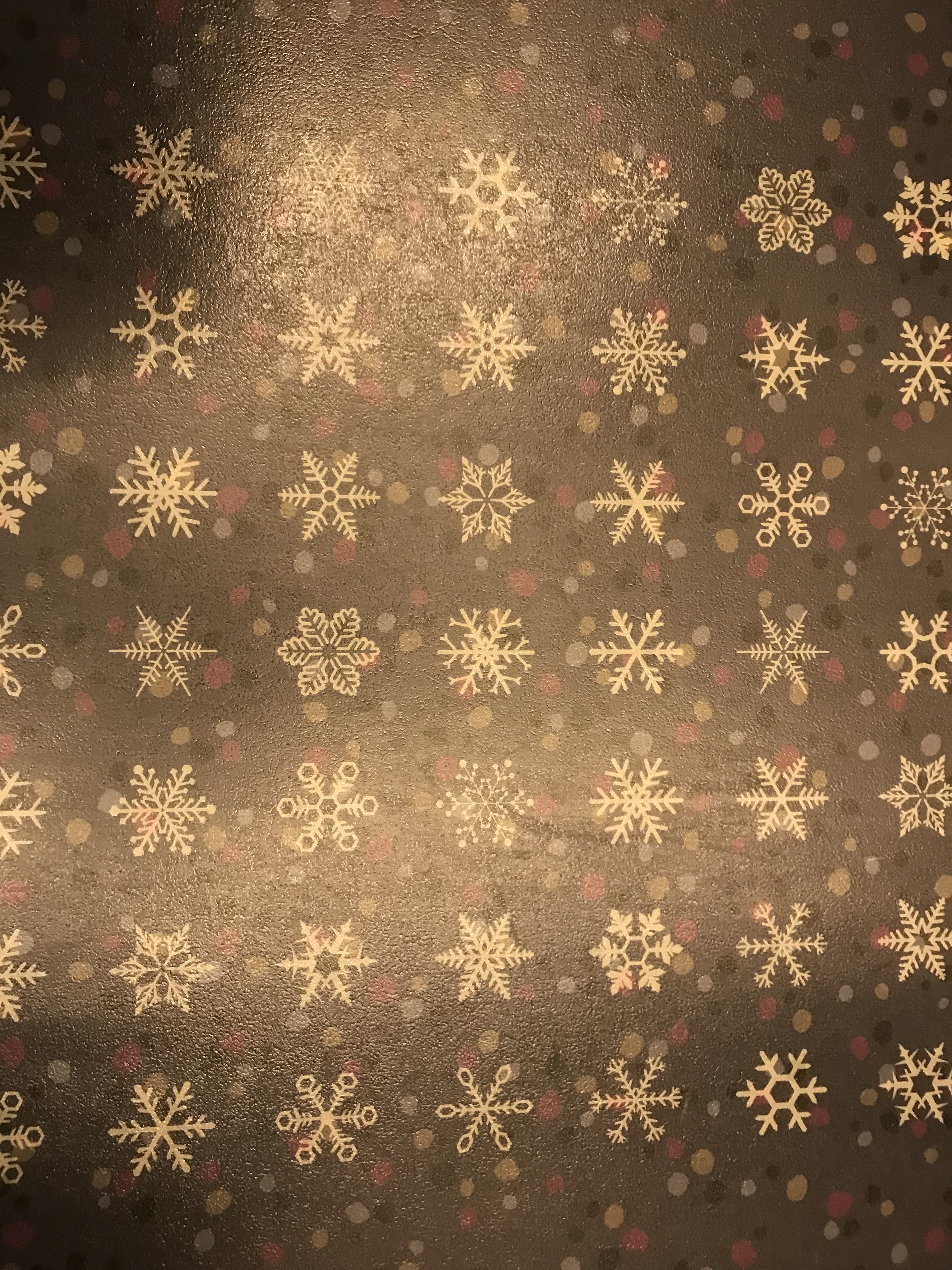
H5系普通車地板圖案

### 设备

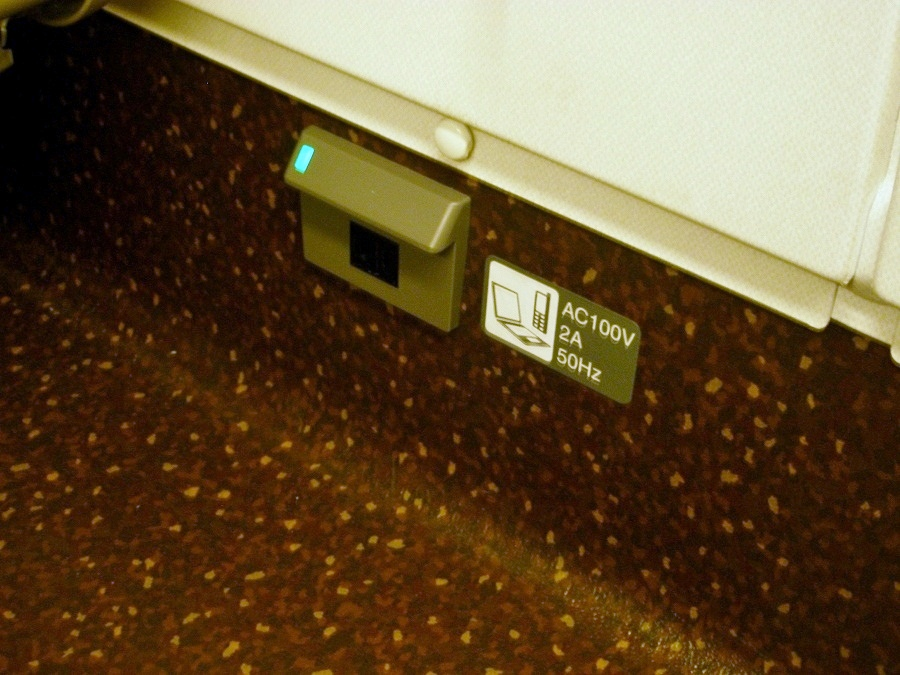
普通車的電力插座

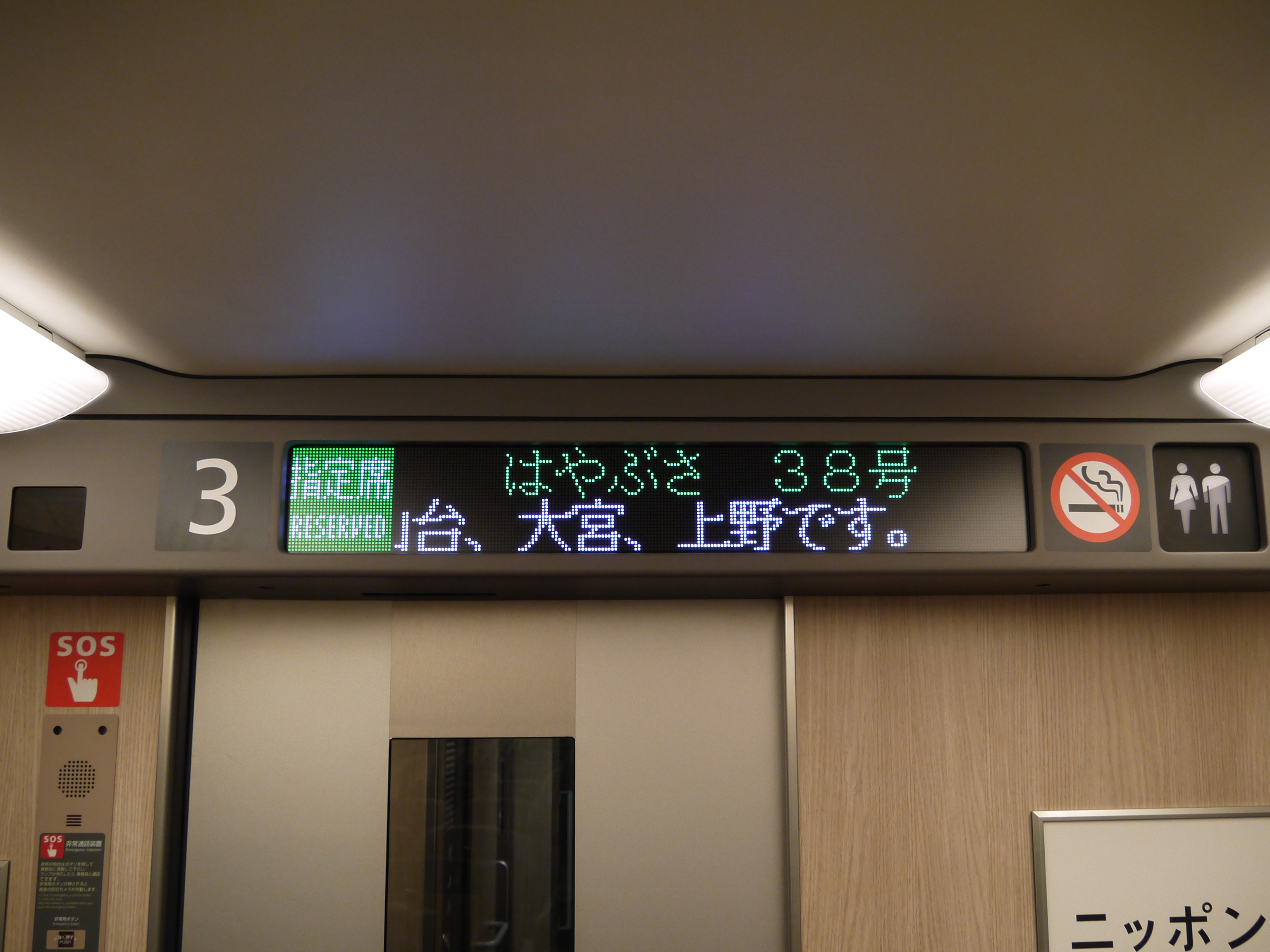
車内信息显示装置

绿色车厢、特等车厢车门位于新青森方向端，普通车各車两端的两处设置了车内隔门。
所有座席均設有閱讀灯，列車設有空氣淨化機、LED顯示器，一等車所有座席及普通等級列車的車窗位置均設有電源插座（H5系、2015年後製造的E5系為全部座位均設置）。每個車廂均裝設監視器，加強安全性。
厕所在每2節車廂各1处（新青森方向端的奇数车厢），西式卫生间2处男性用卫生间1处，洗脸间2处。但是，5号车厢只有1处洗脸间。
5号和9号车厢配备了轮椅对应设备（车门扩宽、配备轮椅座位、多用途卫生间等）。采用了方便带方向舵的电动轮椅进出的多用途卫生间。此外，5号车厢配备了多功能室。
由于H5系与E5系有共同运用的设想，座位配置等基本的部分与E5系基本相同，普通车地板以雪的结晶为主绘制的地板设计以及隔门内侧使用JR北海道的颜色标识色。另外，車内照明灯光采用發光二極管（LED），普通等級列車与E5系一样車窗位置座席均設有電源插座。
考慮到會有許多遊客攜帶大件行李乘車，因此在9號車廂設置了大件行李擺放區。後來由於此設計不足以滿足旅客需求，在2017～2018年間追加設置大件行李擺放區，於普通車廂在偶數車廂的2席（1號D、E）的座位。

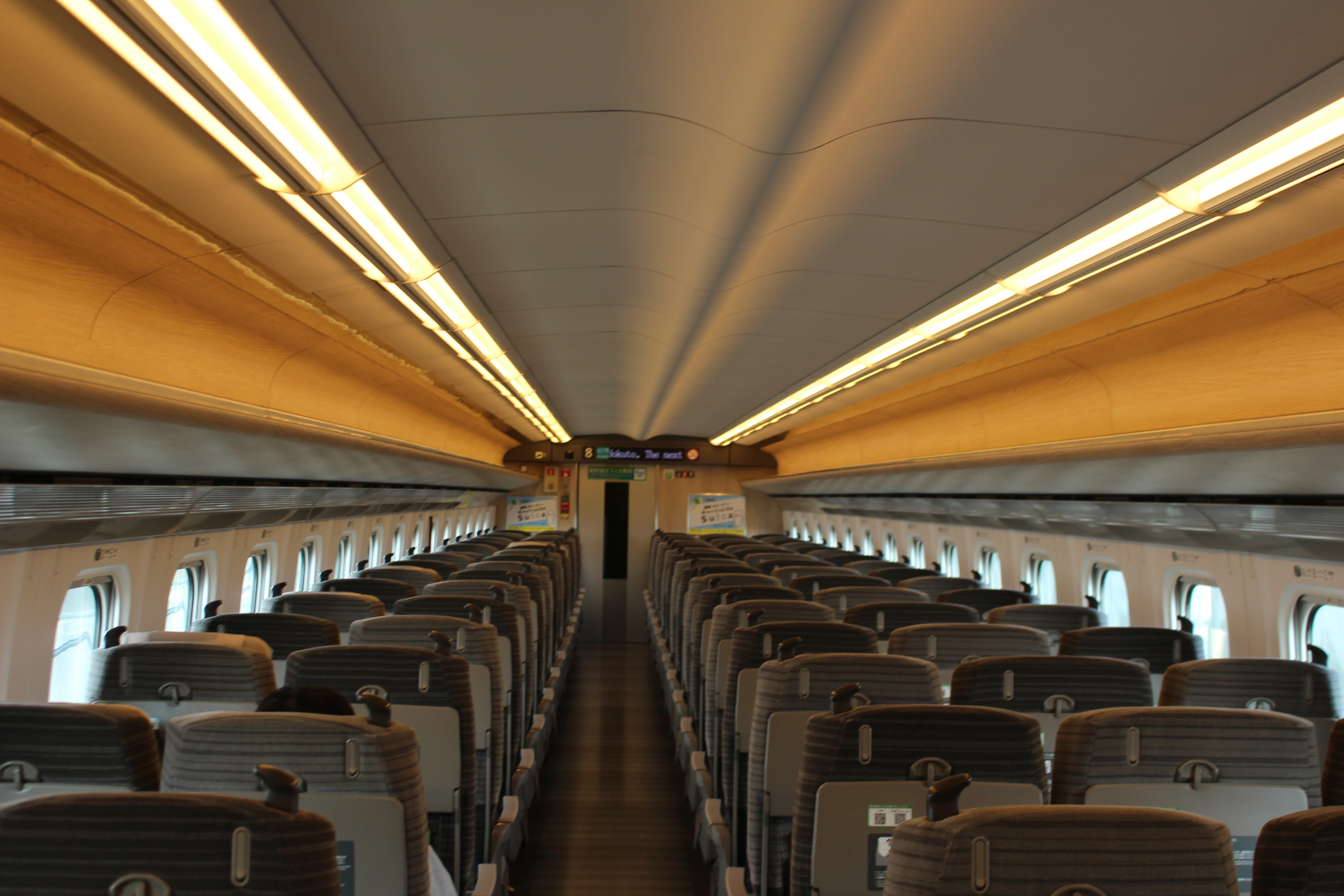
E5系U30編組普通車車内
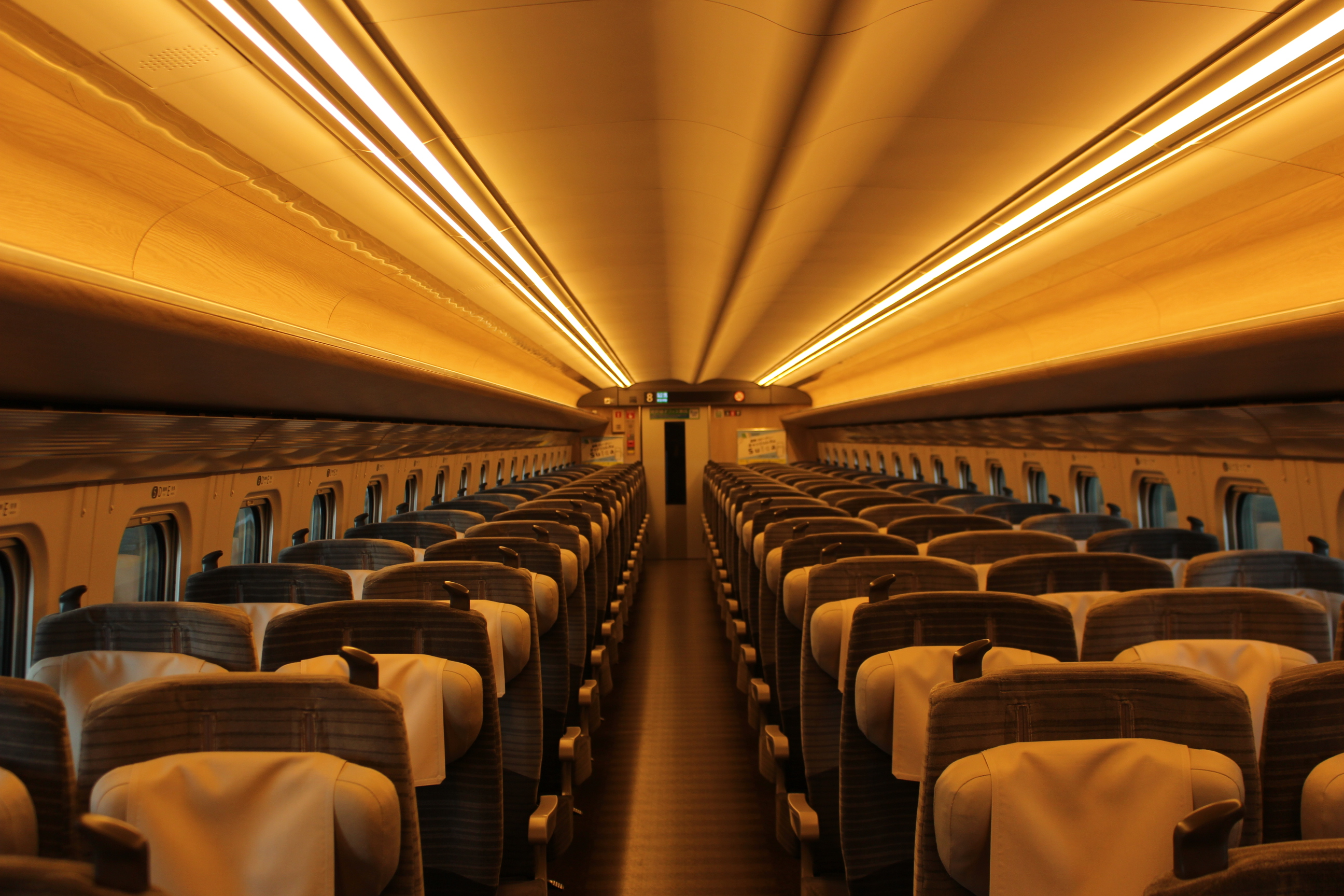
E5系U45編組普通車車内

### 特等車廂（Gran Class）
2008年8月，JR东日本发表了未来新型新干线列车配备的比原本頭等車绿色车厢还要高一等的“超级绿色车厢”（暂名），2010年5月11日正式定名为：「Gran Class」（グランクラス車）。设计理念以「梦想的独特，是让你的旅途时刻变得特别。」（ -Exclusive Dream-）作为概念设计车厢内饰和座椅，座椅间距比綠色車廂的1160mm增加到更宽的1300mm
，座位宽度也由原来綠色車廂的475mm增加到520mm。該車廂內設有18个以2＋1方式布局、可电動调整的座椅。此车厢设置在E5系U編組靠青森方向的第10号车厢。至於U編組的綠色車廂，是設於隔鄰的9號車位置。
另外，量产试制车在新制造时没有配备，后来试验结束进行量产化改造的同时加入特等车厢。

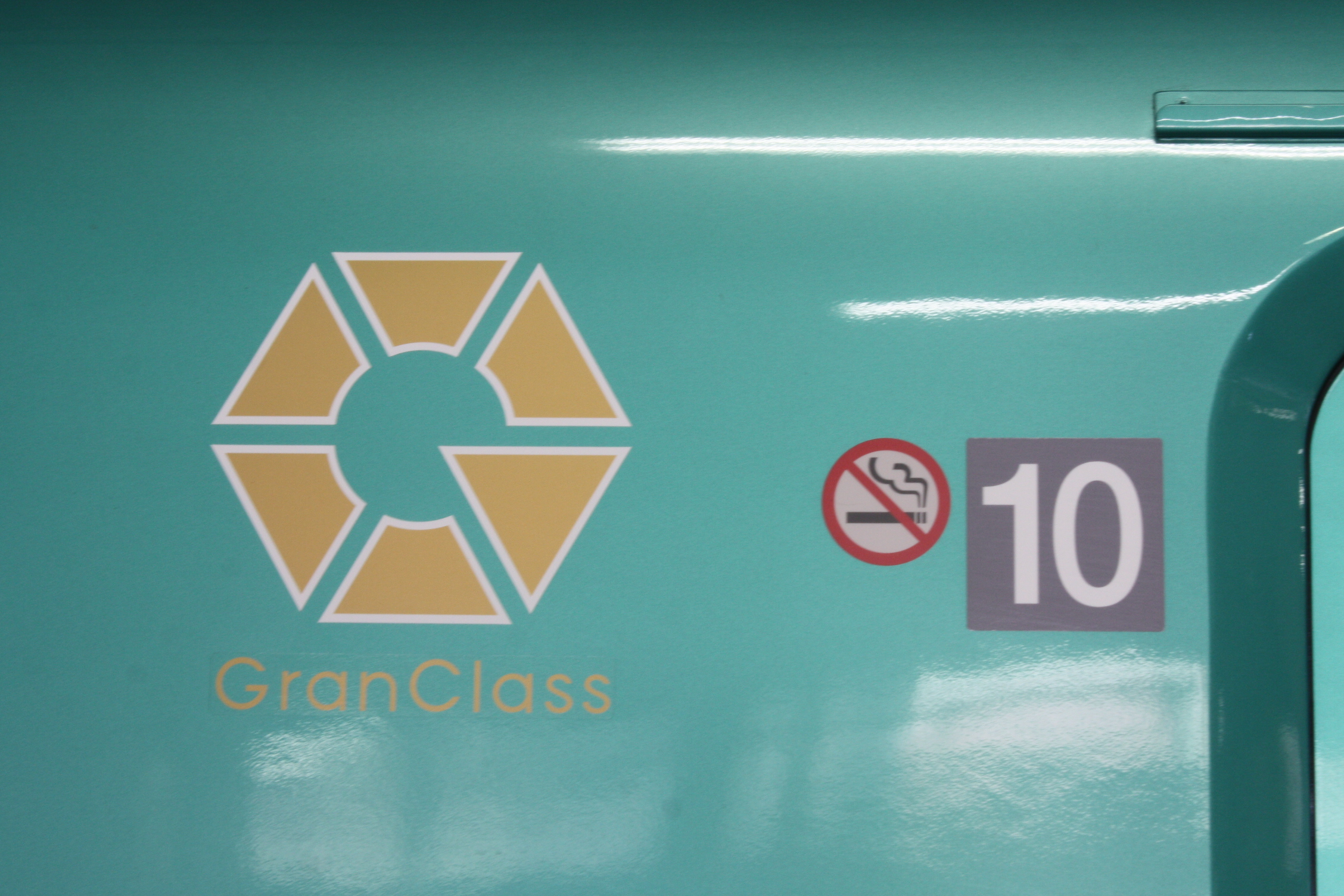
特等车厢外部标识
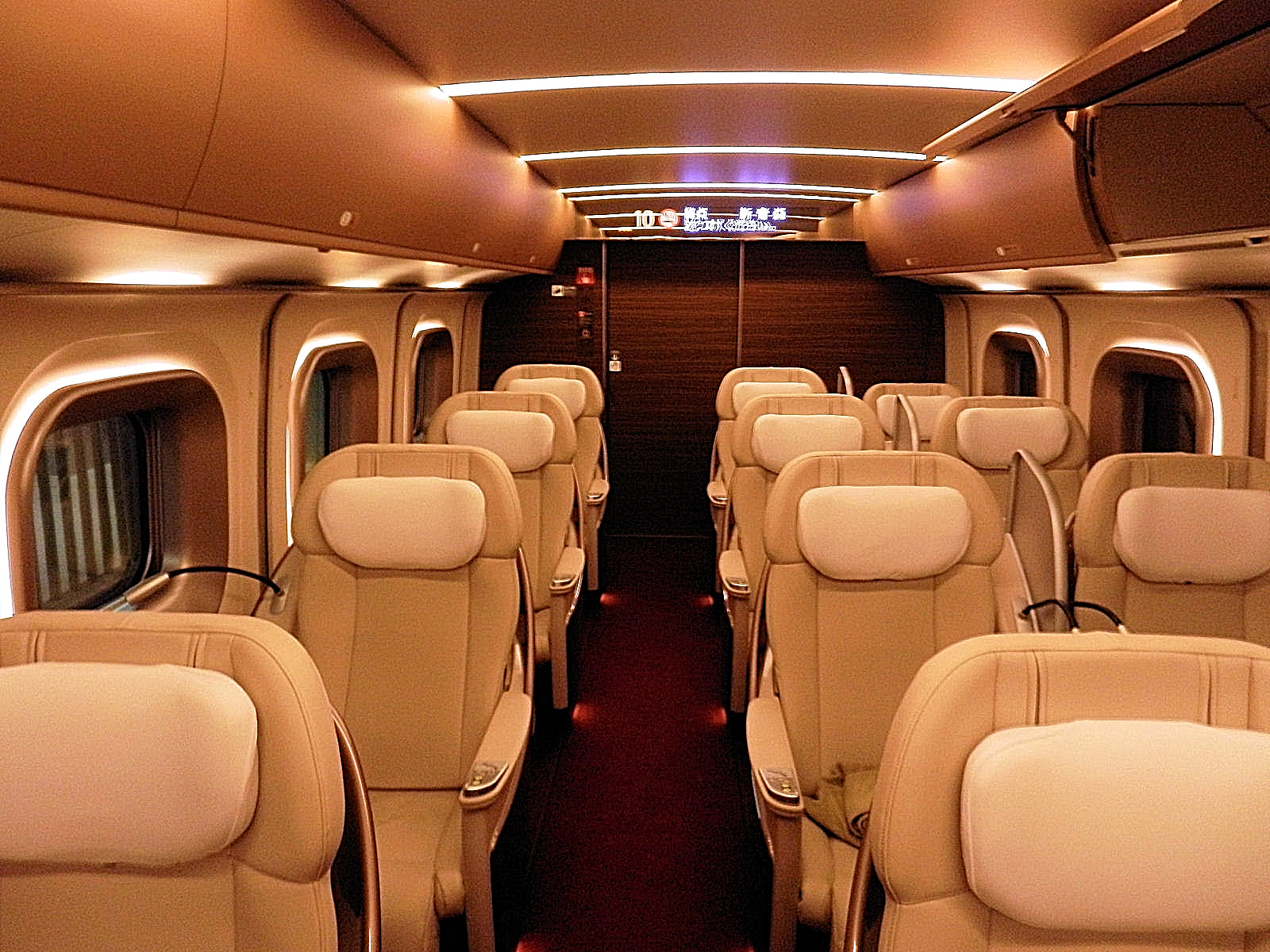
特等車廂（GranClass）内部裝饰
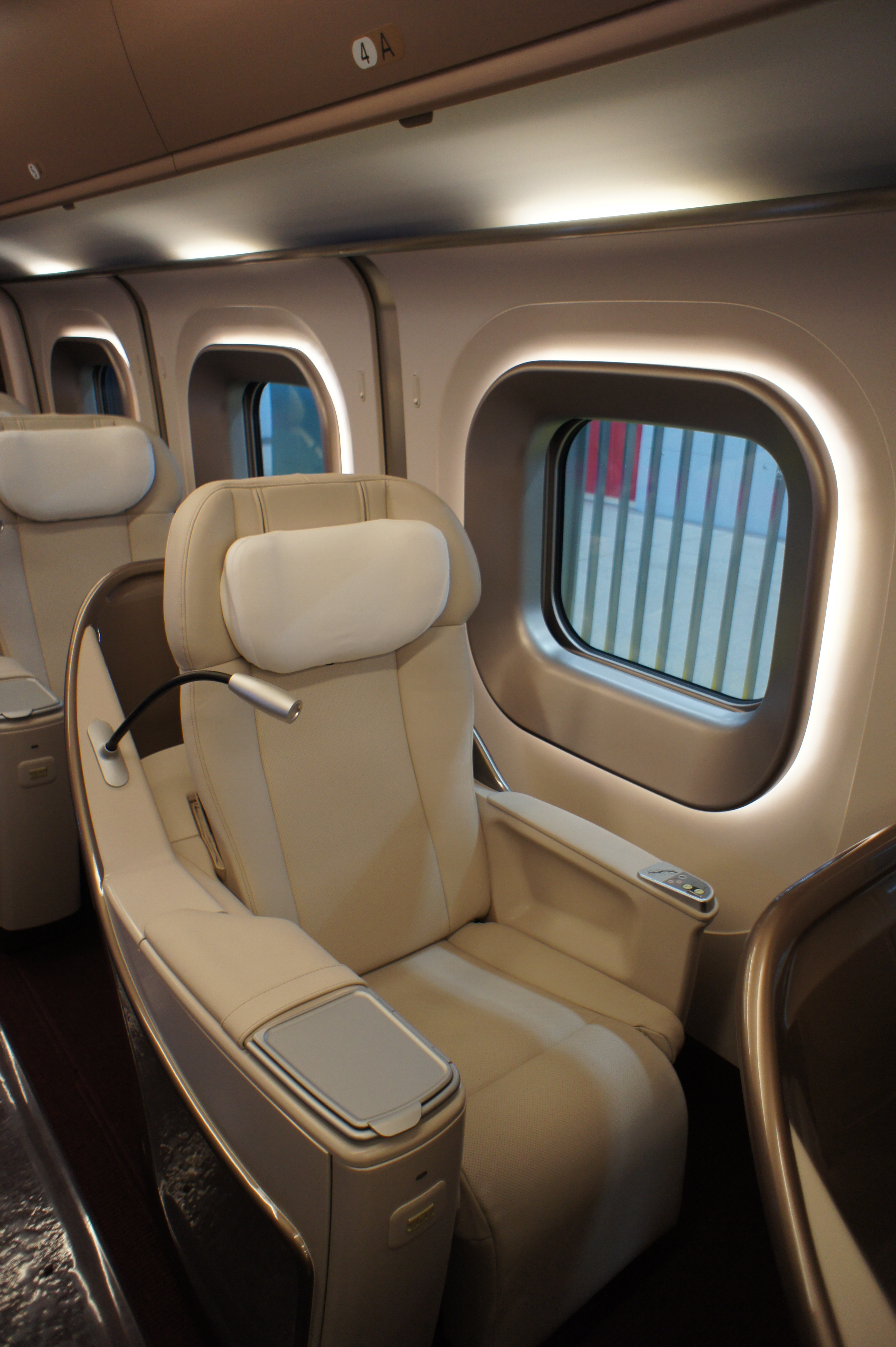
特等车厢座椅

## 性能
营運驾驶的最高速度为320km/h，上行3‰的均衡速度是360km/h。标准编组为10辆，动力车（M）和無動力车（T）的比例为8：2。启动加速度1.71km/h/s，但与E3系连结运行时会具有E3系单独运行时一样的起動加速度（均为1.6km/h/s）。
而空氣彈簧傾斜裝置能使列車在高速過彎時可使車體擺動傾斜最多1.5度，因此在半径4000m的弯道上也能以320km/h运行，从而在通过弯道时提高乘坐舒适性。

## 型式和车型
本系列車輛各型式名称和该车型如下所示。本系列编组由4个单元组成，动车是奇数车厢（M1）和偶数车厢（M2）各1个单元组成，加上两辆拖车合计10辆（一节编组），编组前后两端为拖车。编成符号方面E5系为U编组，H5系为H编组。另外，E5系和H5系的车辆番台相同。
E514型 (Tsc) / H514型 (Tsc)
设置了特等车厢的控制拖车，编号为10号车厢。设有朝向新青森方向的驾驶席。装备了辅助电源装置、电动空气压缩机。车头端配备连结器，可与E3系或E6系连结。
E515型 / H515型 (M1s)
设置了绿色车厢（一等座）的动车。编号为9号车厢。配备了列车长室、卫生间、洗脸间、车内售货准备间、服务空间，装备了主变频装置、电动空气压缩机、補助电动空气压缩机和蓄電池。
E523型 / H523型 (T1c)
设置了普通座席（二等座）的控制拖车。编号为1号车厢。配备了卫生间、洗脸间。设有朝向东京方向的驾驶席。装备了电动空气压缩机和蓄電池。
E525型 / H525型
0番台 (M1)
3号车厢，为普通座席的动车。配备了卫生间、洗脸间、公用电话，装备了主变频装置、电动空气压缩机、集电装置。
100番台 (M1)
7号车厢，为普通座席的动车。配备了卫生间、洗脸间，装备了主变频装置、補助電源装置、电动空气压缩机、蓄電池和集电装置。
400番台 (M1k)
5号车厢，设置了普通座席的动车。配备了卫生间、洗脸间、轮椅对应设备、多用途室、车内售货准备间以及自動體外心臟去顫器（AED），装备了主变频装置、補助電源装置、电动空气压缩机和蓄電池。
E526型 / H526型
設置了普通座席（二等座）的動車。在最初的設計中，各番台的定員均為100名。2015年間，追加了大件行李架（位於原1D、1E座位），定員因此下降至98名。
100番台 (M2)
2号车厢，为普通座席的动车。装备了主变频装置、主变压器。
200番台 (M2)
4号车厢，为普通座席的动车。装备了主变频装置、主变压器。
300番台 (M2)
6号车厢，为普通座席的动车。装备了主变频装置、主变压器。
400番台 (M2)
8号车厢，为普通座席的动车。装备了主变频装置、主变压器。

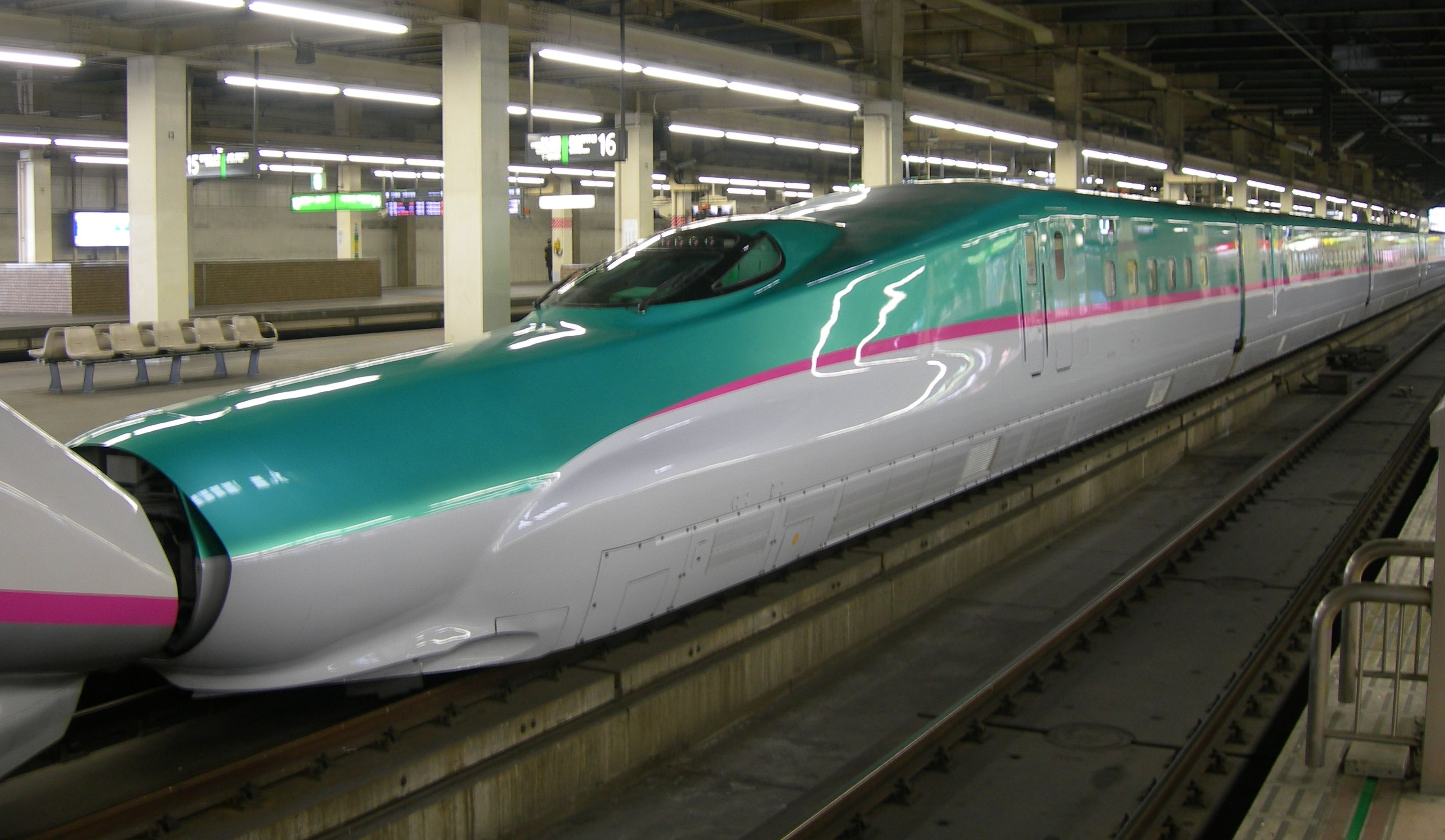
E514型 (E514-1)
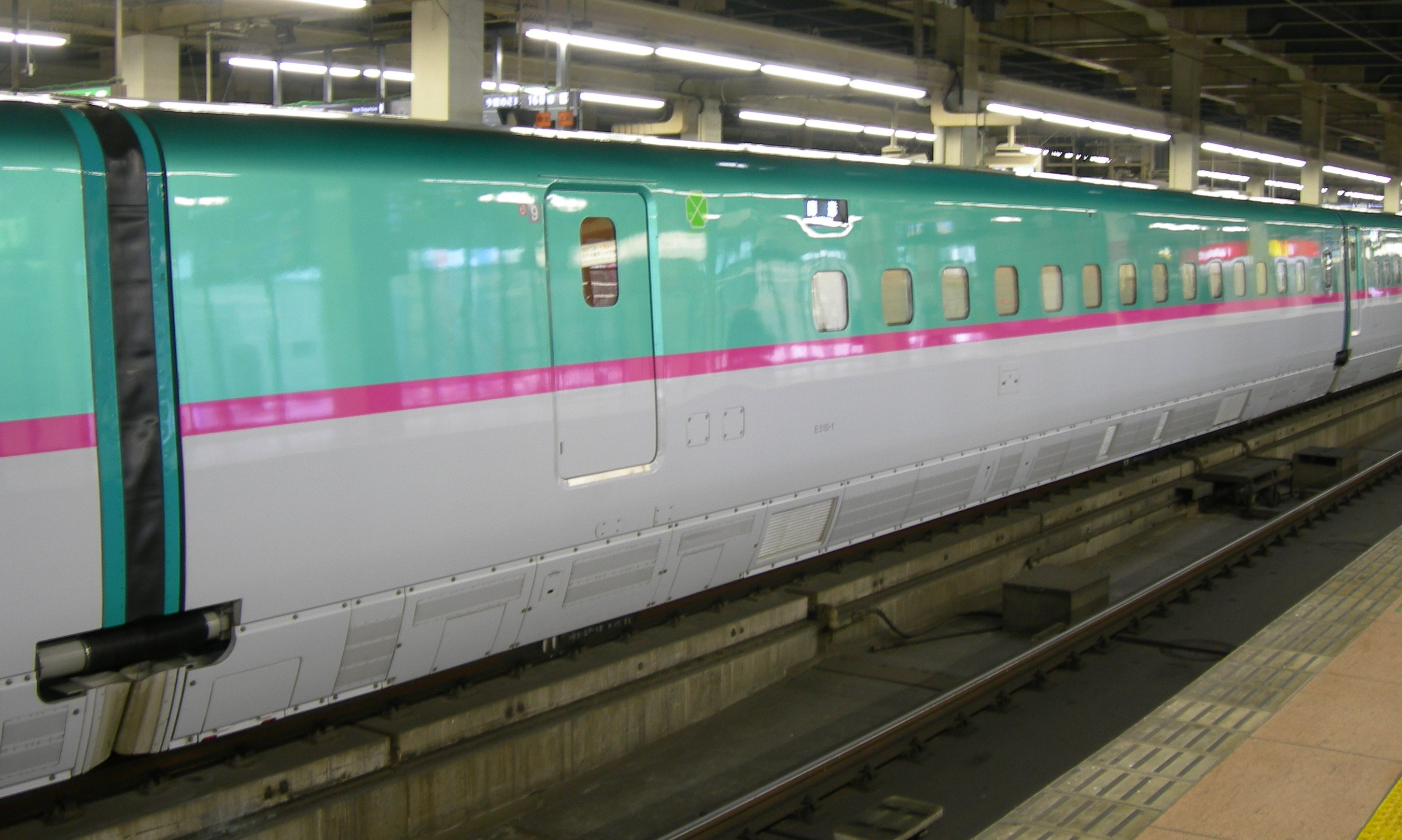
E515型 (E515-1)
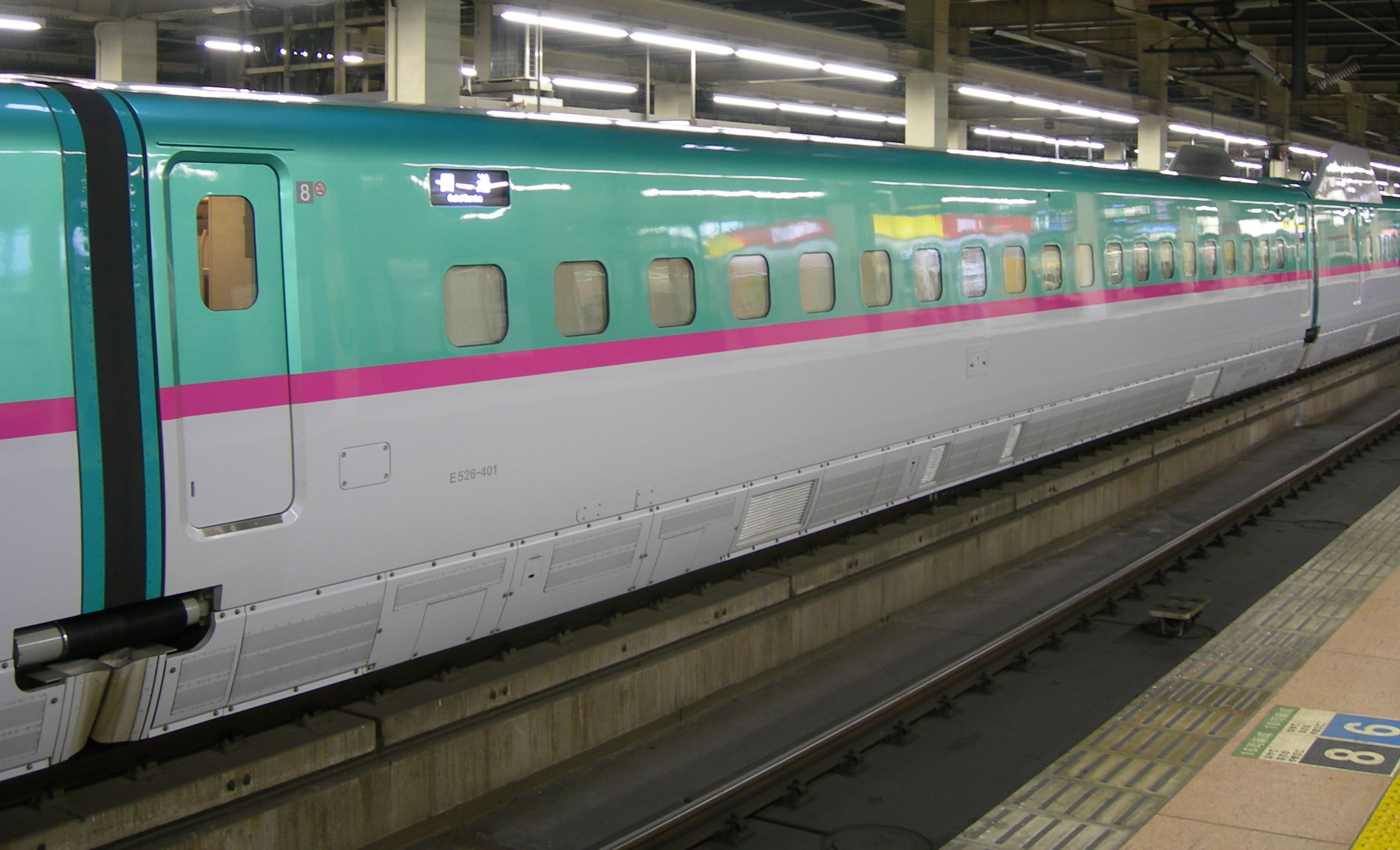
E526型400番台 (E525-401)
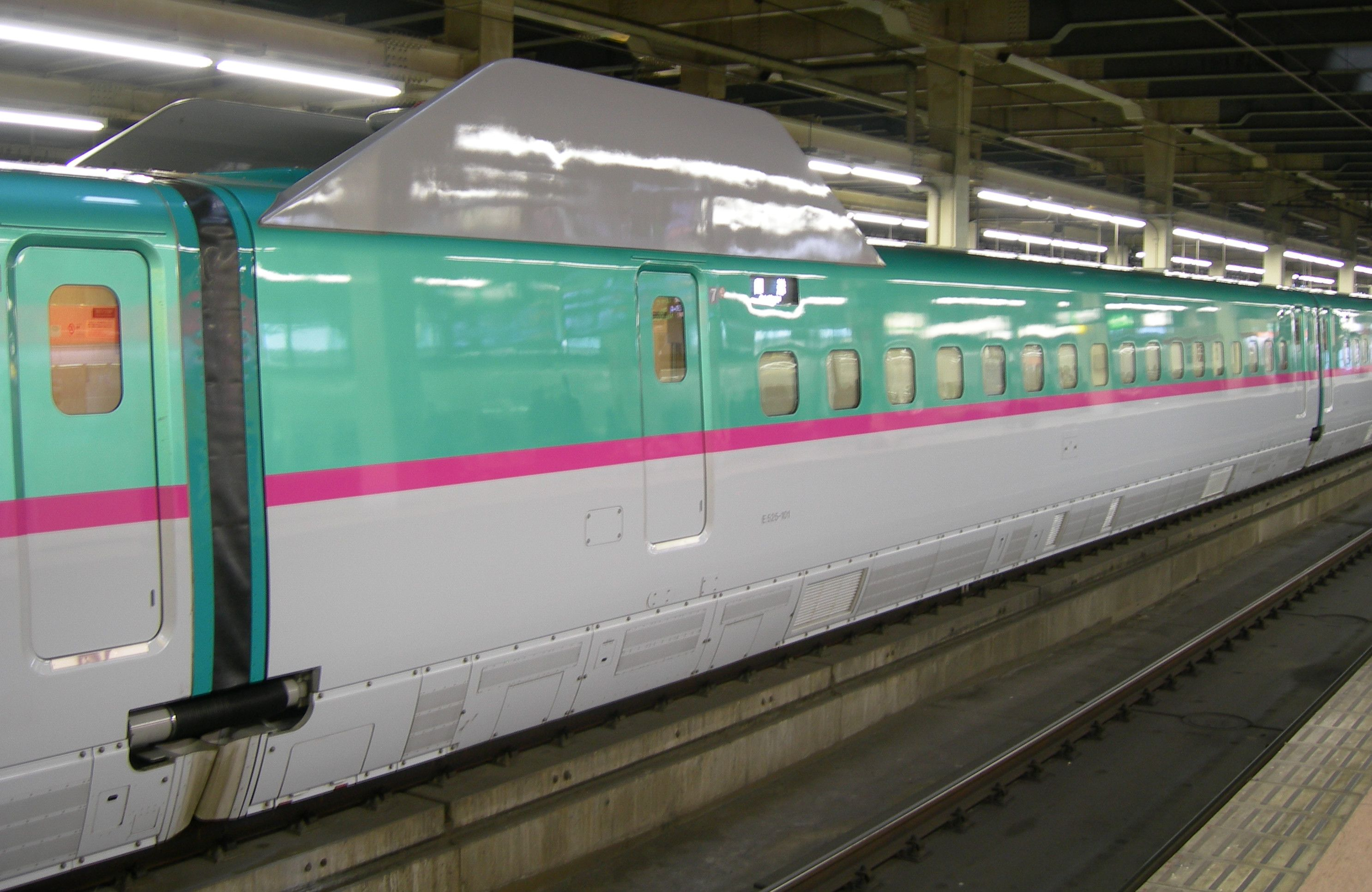
E525型100番台 (E525-101)
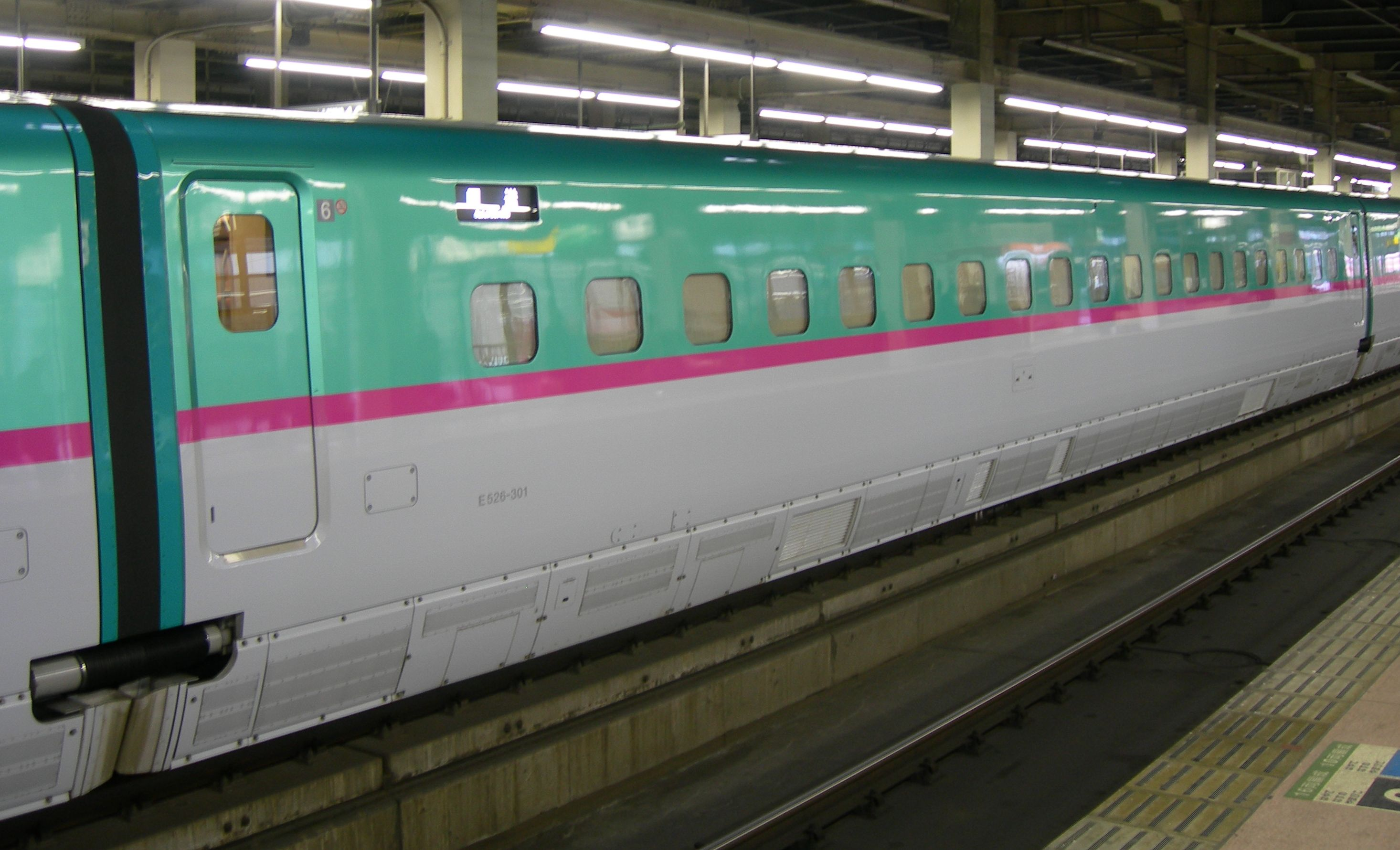
E526型300番台 (E526-301)
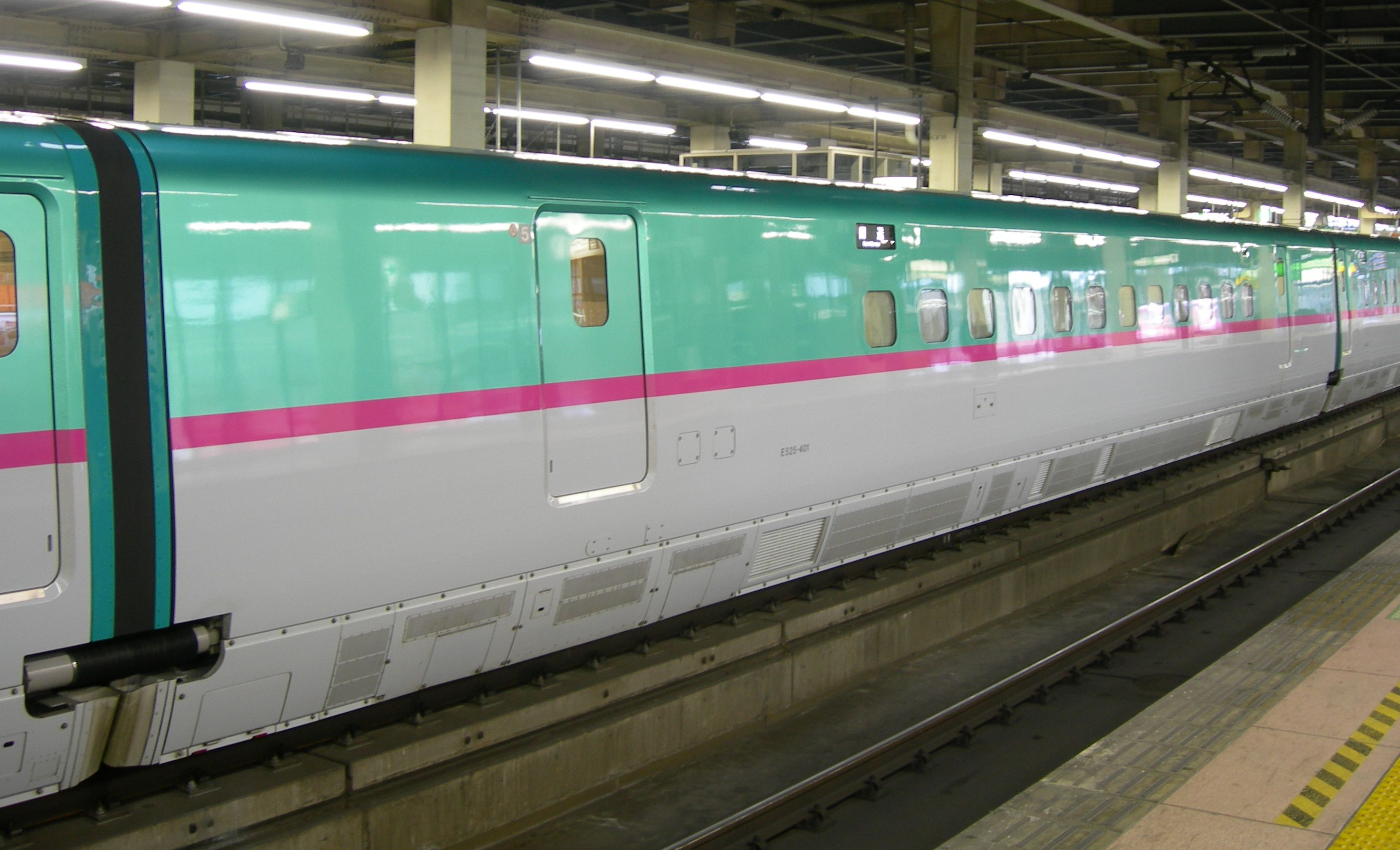
E525型400番台 (E526-401)
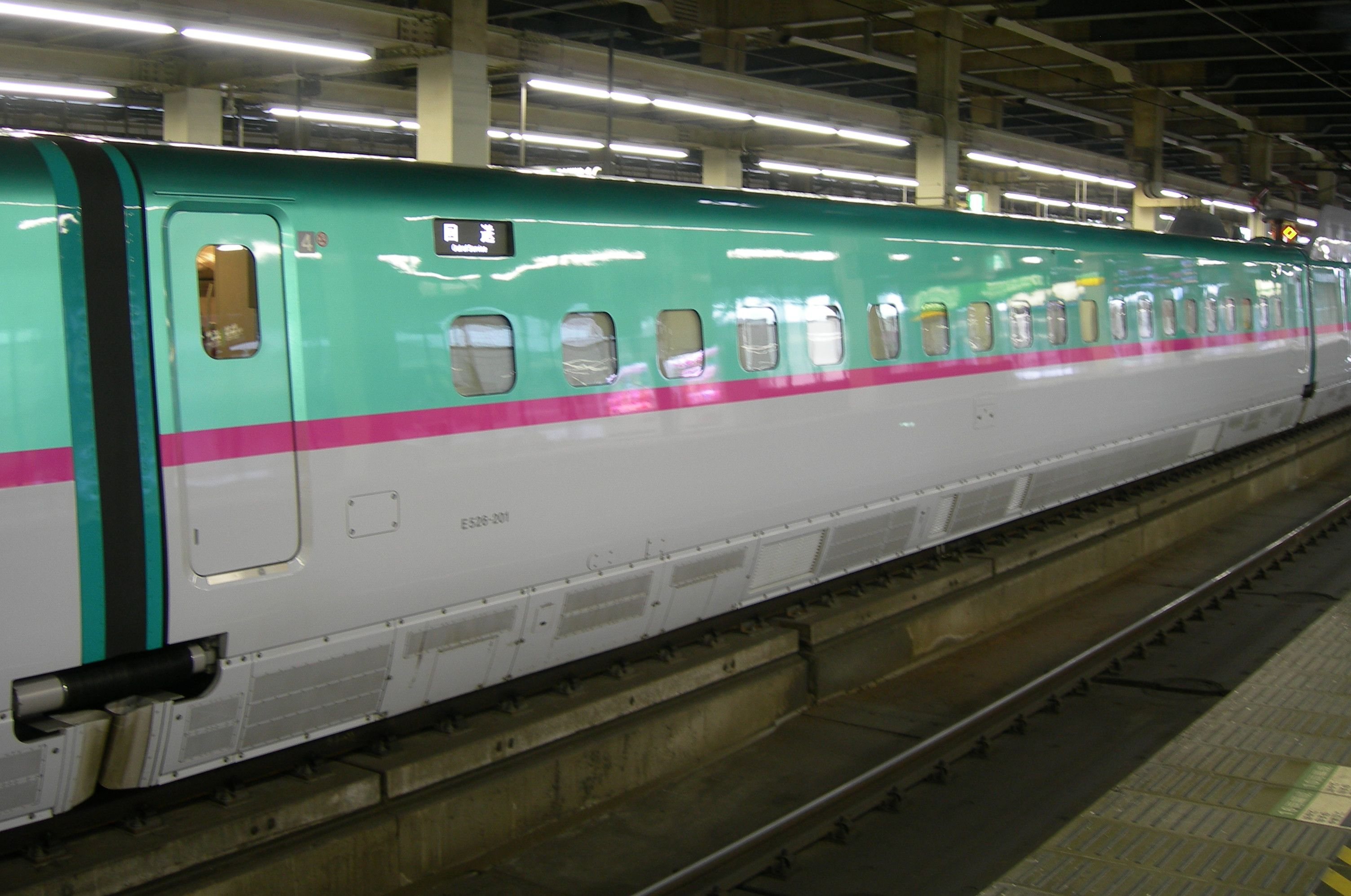
E526型200番台 (E526-201)
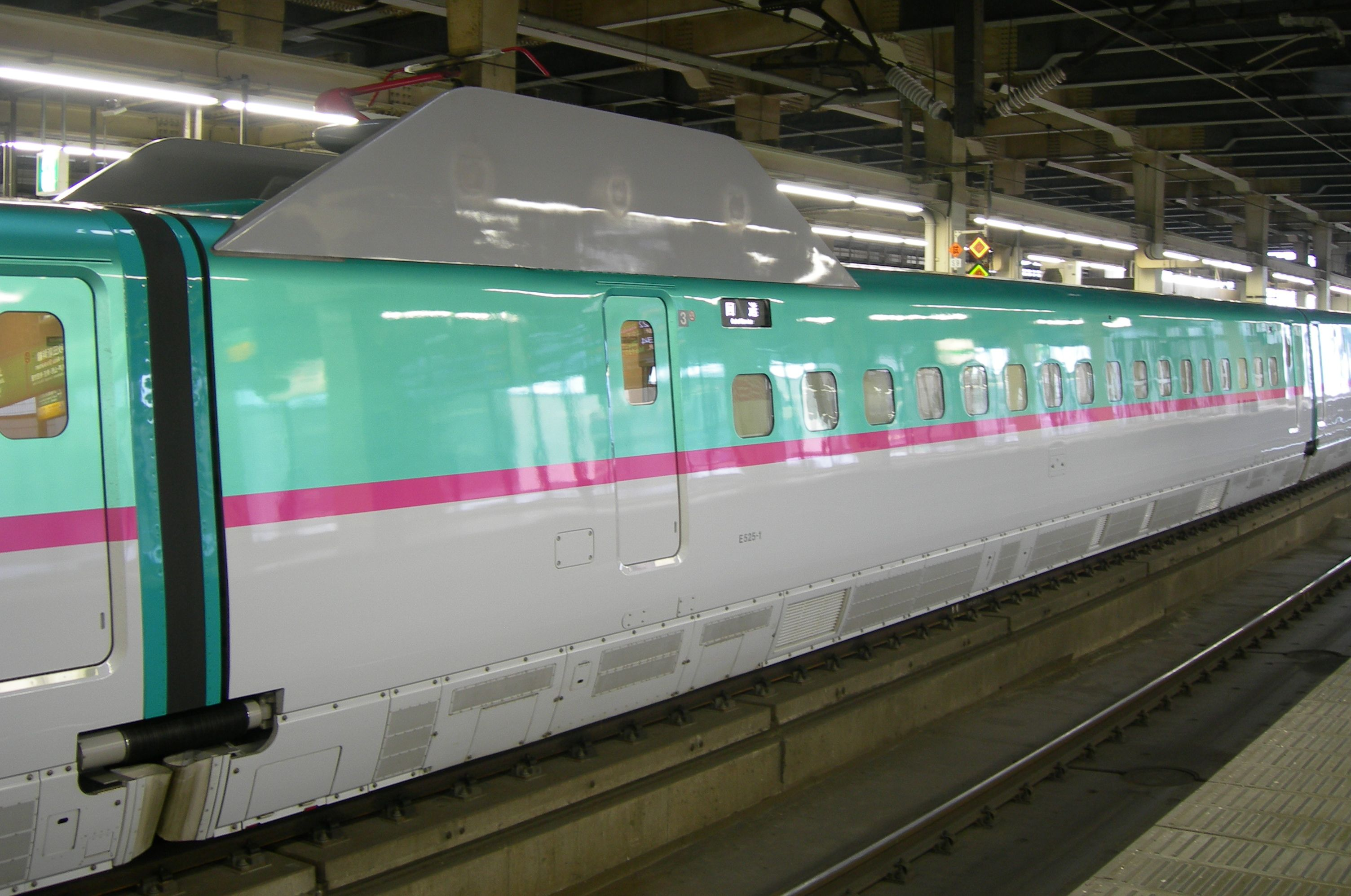
E525型0番台 (E525-1)
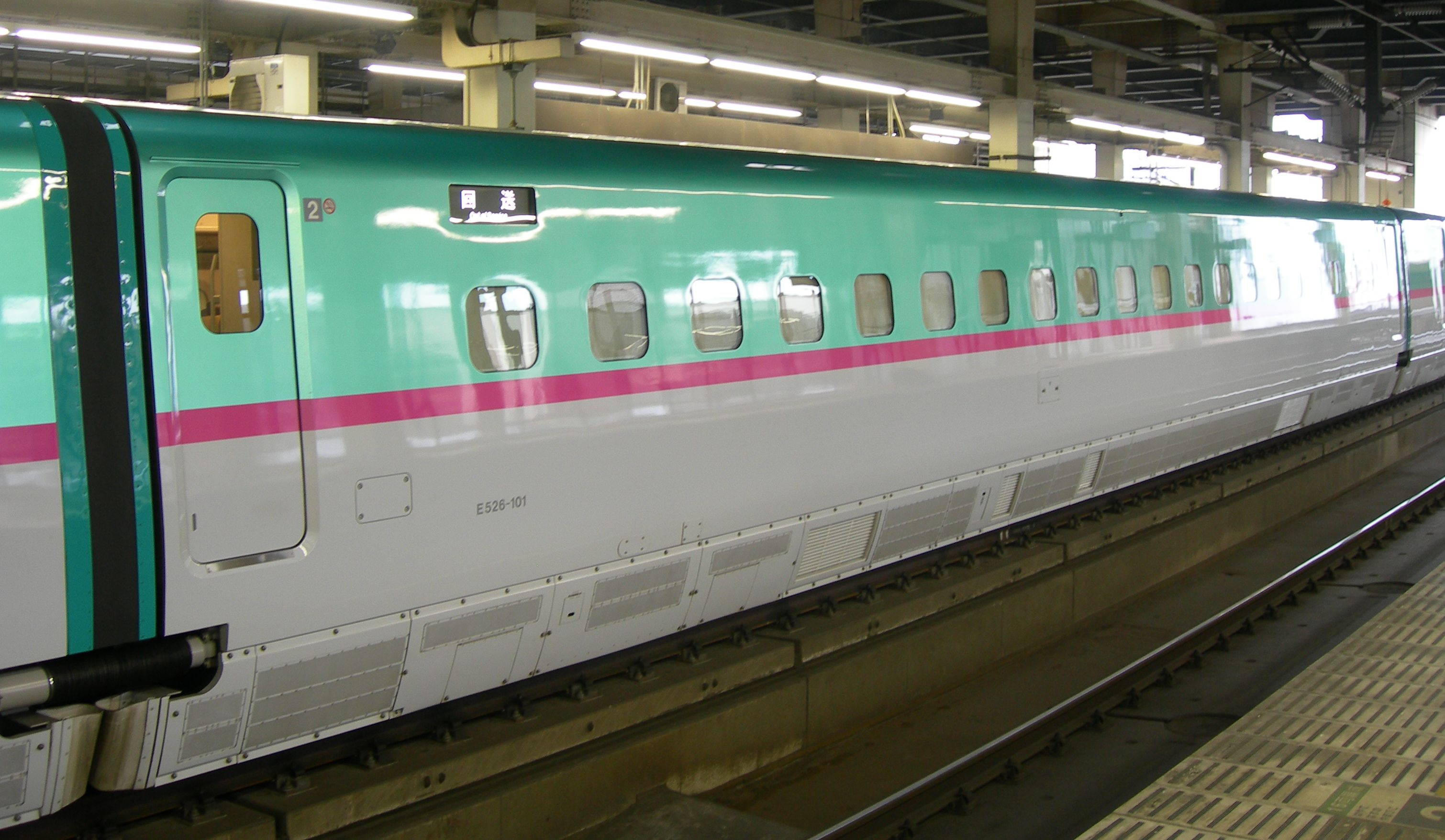
E526型100番台 (E526-101)
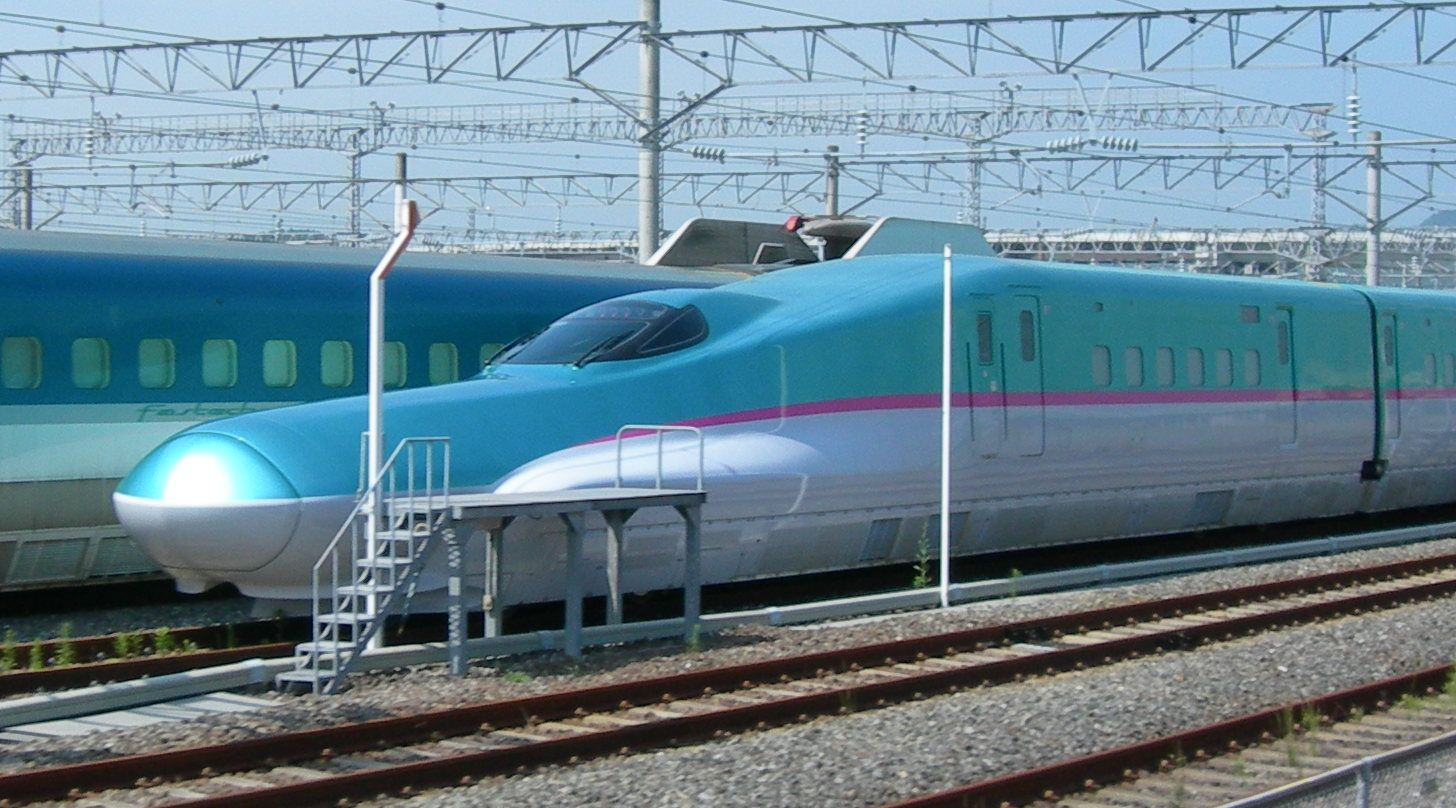
E523型 (E523-1)

### E5系（U編组） 編组表[55][2]
|          | ←東京方向新青森/新函館北斗方向→ | ←東京方向新青森/新函館北斗方向→ | ←東京方向新青森/新函館北斗方向→ | ←東京方向新青森/新函館北斗方向→ | ←東京方向新青森/新函館北斗方向→ | ←東京方向新青森/新函館北斗方向→ | ←東京方向新青森/新函館北斗方向→ | ←東京方向新青森/新函館北斗方向→ | ←東京方向新青森/新函館北斗方向→ | ←東京方向新青森/新函館北斗方向→ |
| -------- | ------------------------------- | ------------------------------- | ------------------------------- | ------------------------------- | ------------------------------- | ------------------------------- | ------------------------------- | ------------------------------- | ------------------------------- | ------------------------------- |
|          |                                 |                                 |                                 |                                 |                                 |                                 |                                 |                                 |                                 |                                 |
|          |                                 |                                 |                                 |                                 |                                 |                                 |                                 |                                 |                                 |                                 |
| 号車     | 1                               | 2                               | 3                               | 4                               | 5                               | 6                               | 7                               | 8                               | 9                               | 10                              |
| 型式     | E523型 (T1c)                    | E526型 (M2)                     | E525型 (M1)                     | E526型 (M2)                     | E525型 (M1k)                    | E526型 (M2)                     | E525型 (M1)                     | E526型 (M2)                     | E515型 (M1s)                    | E514型 (Tsc)                    |
| 番台     | 0番台                           | 100番台                         | 0番台                           | 200番台                         | 400番台                         | 300番台                         | 100番台                         | 400番台                         | 0番台                           | 0番台(正常運行用車)             |
| 座席     | 普通車                          | 普通車                          | 普通車                          | 普通車                          | 普通車                          | 普通車                          | 普通車                          | 普通車                          | 绿色車                          | 特等车                          |
| 定員     | 29                              | 100➔98                          | 85                              | 100➔98                          | 59                              | 100➔98                          | 85                              | 100➔98                          | 55                              | 18                              |
| 动力单元 | 单元1                           | 单元1                           | 单元1                           | 单元2                           | 单元2                           | 单元3                           | 单元3                           | 单元4                           | 单元4                           | 单元4                           |

| \| 編组名稱 \| 完工日期 \| 製造厂商 \| 備註 \| \| \| -------- \| ----------------- \| --------------------------- \| ----------------------------------------------------------------------------------- \| \| \| (U0) \| 2017年12月6日 \| 日立製作所 \| 鐵道博物館展示用1:1模型車[註 4] \| \| \| S11 →U1 \| 2009年6月15日 \| 日立製作所 川崎重工業[註 5] \| 量產试制车 \| \| \| U2 \| 2010年12月13日 \| 川崎重工業 \| \| \| \| U3 \| 2011年1月31日 \| 日立製作所 \| \| \| \| U4 \| 2011年2月18日 \| 日立製作所 \| \| \| \| U5 \| 2011年8月19日 \| 日立製作所 \| \| \| \| U6 \| 2011年9月27日 \| 川崎重工業 \| 迪士尼涂装车 \| \| \| U7 \| 2011年10月13日 \| 日立製作所 \| \| \| \| U8 \| 2011年11月14日 \| 川崎重工業 \| \| \| \| U9 \| 2011年12月5日 \| 川崎重工業 \| \| \| \| U10 \| 2012年1月30日 \| 日立製作所 \| \| \| \| U11 \| 2012年2月17日 \| 川崎重工業 \| \| \| \| U12 \| 2012年4月2日 \| 川崎重工業 \| \| \| \| U13 \| 2012年4月26日 \| 日立製作所 \| \| \| \| U14 \| 2012年5月31日 \| 川崎重工業 \| \| \| \| U15 \| 2012年6月11日 \| 日立製作所 \| 此編組名以前之車輛(不含U1編組)貼上「がんばろう日本!がんばろう東北!」的貼紙 \| \| \| U16 \| 2012年7月26日 \| 日立製作所 \| \| \| \| U17 \| 2012年8月24日 \| 川崎重工業 \| \| \| \| U18 \| 2012年9月14日 \| 川崎重工業 \| \| \| \| U19 \| 2012年10月12日 \| 川崎重工業 \| \| \| \| U20 \| 2012年11月22日 \| 日立製作所 \| \| \| \| U21 \| 2012年12月25日 \| 川崎重工業 \| \| \| \| U22 \| 2013年1月31日 \| 日立製作所 \| 2020東京奧運開幕倒數計時塗裝車(現已卸除) \| \| \| U23 \| 2013年2月22日 \| 川崎重工業 \| \| \| \| U24 \| 2013年3月22日 \| 日立製作所 \| \| \| \| U25 \| 2013年4月10日[64] \| 川崎重工業[64] \| \| \| \| U26 \| 2013年5月30日[64] \| 日立製作所[64] \| \| \| \| U27 \| 2013年6月7日[64] \| 川崎重工業[64] \| \| \| \| U28 \| 2013年7月26日[64] \| 日立製作所[64] \| 此編組名以後生產之車輛風檔為新設計全包覆之風檔,客艙燈飾之款式與H5系相同 \| \| \| U29 \| 2015年12月7日 \| 川崎重工業 \| 此編組名以後生產之車輛普通車之充電設備為全座位設置 \| \| \| U30 \| 2016年1月15日 \| 日立製作所 \| 此編組名以後生產之車輛於1號車廂及10號車廂貼上"Treasureland TOHOKU－JAPAN"的標誌貼紙 \| \| \| U31 \| 2016年2月1日 \| 川崎重工業 \| 此編組名以後生產之車輛的車廂號碼字體與E7系相同 \| \| \| U32 \| 2017年2月3日 \| 日立製作所 \| \| \| \| U33 \| 2017年1月16日 \| 川崎重工業 \| \| \| \| U34 \| 2017年10月13日 \| 日立製作所 \| 此編組名以後生產之車輛的荷物置場(大件行李架)在新製造時為標準配備 \| \| \| U35 \| 2017年7月19日 \| 川崎重工業 \| \| \| \| U36 \| 2017年8月25日 \| 川崎重工業 \| \| \| \| U37 \| 2017年9月21日 \| 川崎重工業 \| \| \| \| U38 \| 2018年2月9日 \| 川崎重工業 \| \| \| \| U39 \| 2018年8月24日 \| 日立製作所 \| \| \| \| U40 \| 2019年1月11日 \| 日立製作所 \| \| \| \| U41 \| 2018年3月23日 \| 川崎重工業 \| \| \| \| U42 \| 2019年2月4日 \| 日立製作所 \| \| \| \| U43 \| 2019年3月4日 \| 川崎重工業 \| 2020東京奧運廣告塗裝車 \| \| \| U44 \| 2019年5月29日 \| 日立製作所 \| \| \| \| U45 \| 2020年2月25日 \| 日立製作所 \| \| \| \| U46 \| 2021年9月21日 \| 川崎重工業 \| 於5號車增設輪椅專用座位 \| \| \| U47 \| 2023年4月25日 \| 川崎重工業 \| \| \| \| U48 \| 2023年6月26日 \| 川崎重工業 \| \| \| \| U49 \| 2023年6月23日 \| 日立製作所 \| \| \| \| U50 \| 2023年8月5日 \| 日立製作所 \| \| \| \| U51 \| 2023年10月3日 \| 日立製作所 \| \| \| |                |                       |                                                                                     |  |
| 編组名稱 | 完工日期       | 製造厂商              | 備註                                                                                |  |
| (U0) | 2017年12月6日  | 日立製作所            | 鐵道博物館展示用1:1模型車                                                           |  |
| S11 →U1 | 2009年6月15日  | 日立製作所 川崎重工業 | 量產试制车                                                                          |  |
| U2 | 2010年12月13日 | 川崎重工業            |                                                                                     |  |
| U3 | 2011年1月31日  | 日立製作所            |                                                                                     |  |
| U4 | 2011年2月18日  | 日立製作所            |                                                                                     |  |
| U5 | 2011年8月19日  | 日立製作所            |                                                                                     |  |
| U6 | 2011年9月27日  | 川崎重工業            | 迪士尼涂装车                                                                        |  |
| U7 | 2011年10月13日 | 日立製作所            |                                                                                     |  |
| U8 | 2011年11月14日 | 川崎重工業            |                                                                                     |  |
| U9 | 2011年12月5日  | 川崎重工業            |                                                                                     |  |
| U10 | 2012年1月30日  | 日立製作所            |                                                                                     |  |
| U11 | 2012年2月17日  | 川崎重工業            |                                                                                     |  |
| U12 | 2012年4月2日   | 川崎重工業            |                                                                                     |  |
| U13 | 2012年4月26日  | 日立製作所            |                                                                                     |  |
| U14 | 2012年5月31日  | 川崎重工業            |                                                                                     |  |
| U15 | 2012年6月11日  | 日立製作所            | 此編組名以前之車輛(不含U1編組)貼上「がんばろう日本!がんばろう東北!」的貼紙          |  |
| U16 | 2012年7月26日  | 日立製作所            |                                                                                     |  |
| U17 | 2012年8月24日  | 川崎重工業            |                                                                                     |  |
| U18 | 2012年9月14日  | 川崎重工業            |                                                                                     |  |
| U19 | 2012年10月12日 | 川崎重工業            |                                                                                     |  |
| U20 | 2012年11月22日 | 日立製作所            |                                                                                     |  |
| U21 | 2012年12月25日 | 川崎重工業            |                                                                                     |  |
| U22 | 2013年1月31日  | 日立製作所            | 2020東京奧運開幕倒數計時塗裝車(現已卸除)                                            |  |
| U23 | 2013年2月22日  | 川崎重工業            |                                                                                     |  |
| U24 | 2013年3月22日  | 日立製作所            |                                                                                     |  |
| U25 | 2013年4月10日  | 川崎重工業            |                                                                                     |  |
| U26 | 2013年5月30日  | 日立製作所            |                                                                                     |  |
| U27 | 2013年6月7日   | 川崎重工業            |                                                                                     |  |
| U28 | 2013年7月26日  | 日立製作所            | 此編組名以後生產之車輛風檔為新設計全包覆之風檔,客艙燈飾之款式與H5系相同             |  |
| U29 | 2015年12月7日  | 川崎重工業            | 此編組名以後生產之車輛普通車之充電設備為全座位設置                                  |  |
| U30 | 2016年1月15日  | 日立製作所            | 此編組名以後生產之車輛於1號車廂及10號車廂貼上"Treasureland TOHOKU－JAPAN"的標誌貼紙 |  |
| U31 | 2016年2月1日   | 川崎重工業            | 此編組名以後生產之車輛的車廂號碼字體與E7系相同                                      |  |
| U32 | 2017年2月3日   | 日立製作所            |                                                                                     |  |
| U33 | 2017年1月16日  | 川崎重工業            |                                                                                     |  |
| U34 | 2017年10月13日 | 日立製作所            | 此編組名以後生產之車輛的荷物置場(大件行李架)在新製造時為標準配備                    |  |
| U35 | 2017年7月19日  | 川崎重工業            |                                                                                     |  |
| U36 | 2017年8月25日  | 川崎重工業            |                                                                                     |  |
| U37 | 2017年9月21日  | 川崎重工業            |                                                                                     |  |
| U38 | 2018年2月9日   | 川崎重工業            |                                                                                     |  |
| U39 | 2018年8月24日  | 日立製作所            |                                                                                     |  |
| U40 | 2019年1月11日  | 日立製作所            |                                                                                     |  |
| U41 | 2018年3月23日  | 川崎重工業            |                                                                                     |  |
| U42 | 2019年2月4日   | 日立製作所            |                                                                                     |  |
| U43 | 2019年3月4日   | 川崎重工業            | 2020東京奧運廣告塗裝車                                                              |  |
| U44 | 2019年5月29日  | 日立製作所            |                                                                                     |  |
| U45 | 2020年2月25日  | 日立製作所            |                                                                                     |  |
| U46 | 2021年9月21日  | 川崎重工業            | 於5號車增設輪椅專用座位                                                             |  |
| U47 | 2023年4月25日  | 川崎重工業            |                                                                                     |  |
| U48 | 2023年6月26日  | 川崎重工業            |                                                                                     |  |
| U49 | 2023年6月23日  | 日立製作所            |                                                                                     |  |
| U50 | 2023年8月5日   | 日立製作所            |                                                                                     |  |
| U51 | 2023年10月3日  | 日立製作所            |                                                                                     |  |

### H5系（H編组）編组表
|          | ←東京方向新青森/新函館北斗方向→ | ←東京方向新青森/新函館北斗方向→ | ←東京方向新青森/新函館北斗方向→ | ←東京方向新青森/新函館北斗方向→ | ←東京方向新青森/新函館北斗方向→ | ←東京方向新青森/新函館北斗方向→ | ←東京方向新青森/新函館北斗方向→ | ←東京方向新青森/新函館北斗方向→ | ←東京方向新青森/新函館北斗方向→ | ←東京方向新青森/新函館北斗方向→ |
| -------- | ------------------------------- | ------------------------------- | ------------------------------- | ------------------------------- | ------------------------------- | ------------------------------- | ------------------------------- | ------------------------------- | ------------------------------- | ------------------------------- |
|          |                                 |                                 |                                 |                                 |                                 |                                 |                                 |                                 |                                 |                                 |
|          |                                 |                                 |                                 |                                 |                                 |                                 |                                 |                                 |                                 |                                 |
| 号車     | 1                               | 2                               | 3                               | 4                               | 5                               | 6                               | 7                               | 8                               | 9                               | 10                              |
| 型式     | H523型 (T1c)                    | H526型 (M2)                     | H525型 (M1)                     | H526型 (M2)                     | H525型 (M1k)                    | H526型 (M2)                     | H525型 (M1)                     | H526型 (M2)                     | H515型 (M1s)                    | H514型 (Tsc)                    |
| 番台     | 0番台                           | 100番台                         | 0番台                           | 200番台                         | 400番台                         | 300番台                         | 100番台                         | 400番台                         | 0番台                           | 0番台                           |
| 座席     | 普通車                          | 普通車                          | 普通車                          | 普通車                          | 普通車                          | 普通車                          | 普通車                          | 普通車                          | 绿色車                          | 特等车                          |
| 定員     | 29                              | 100➔98                          | 85                              | 100➔98                          | 59                              | 100➔98                          | 85                              | 100➔98                          | 55                              | 18                              |
| 动力单元 | 单元1                           | 单元1                           | 单元1                           | 单元2                           | 单元2                           | 单元3                           | 单元3                           | 单元4                           | 单元4                           | 单元4                           |

| \| 編组名 \| 完工日期 \| 製造厂家 \| 参考 \| \| ------ \| ------------- \| ---------- \| ---------------------------------------------------------------------------------------------------------------------------------------------------------------------------------------------------------------- \| \| H1 \| 2014年11月1日 \| 川崎重工業 \| 函館新幹線綜合車輛基地編屬, 此編組於2018年4月貼上"青函隧道開通30周年紀念"標誌(現已卸除) \| \| H2 \| 2014年11月8日 \| 日立製作所 \| 函館新幹線綜合車輛基地編屬, 此編組於2018年10月分別於1號車及10號車貼上"元氣滿滿 北海道"及"Welcome! HOKKAIDO, Japan"標誌塗裝 因2022年3月16日福島地震於白石藏王站附近出軌 JR北海道於2022年9月16日宣布該事故編組報廢 \| \| H3 \| 2015年5月23日 \| 川崎重工業 \| 函館新幹線綜合車輛基地編屬 \| \| H4 \| 2015年8月3日 \| 川崎重工業 \| 函館新幹線綜合車輛基地編屬 \| |               |            | |
| 編组名 | 完工日期      | 製造厂家   | 参考 |
| H1 | 2014年11月1日 | 川崎重工業 | 函館新幹線綜合車輛基地編屬, 此編組於2018年4月貼上"青函隧道開通30周年紀念"標誌(現已卸除) |
| H2 | 2014年11月8日 | 日立製作所 | 函館新幹線綜合車輛基地編屬, 此編組於2018年10月分別於1號車及10號車貼上"元氣滿滿 北海道"及"Welcome! HOKKAIDO, Japan"標誌塗裝 因2022年3月16日福島地震於白石藏王站附近出軌 JR北海道於2022年9月16日宣布該事故編組報廢 |
| H3 | 2015年5月23日 | 川崎重工業 | 函館新幹線綜合車輛基地編屬 |
| H4 | 2015年8月3日  | 川崎重工業 | 函館新幹線綜合車輛基地編屬 |

## 运用

### E5系

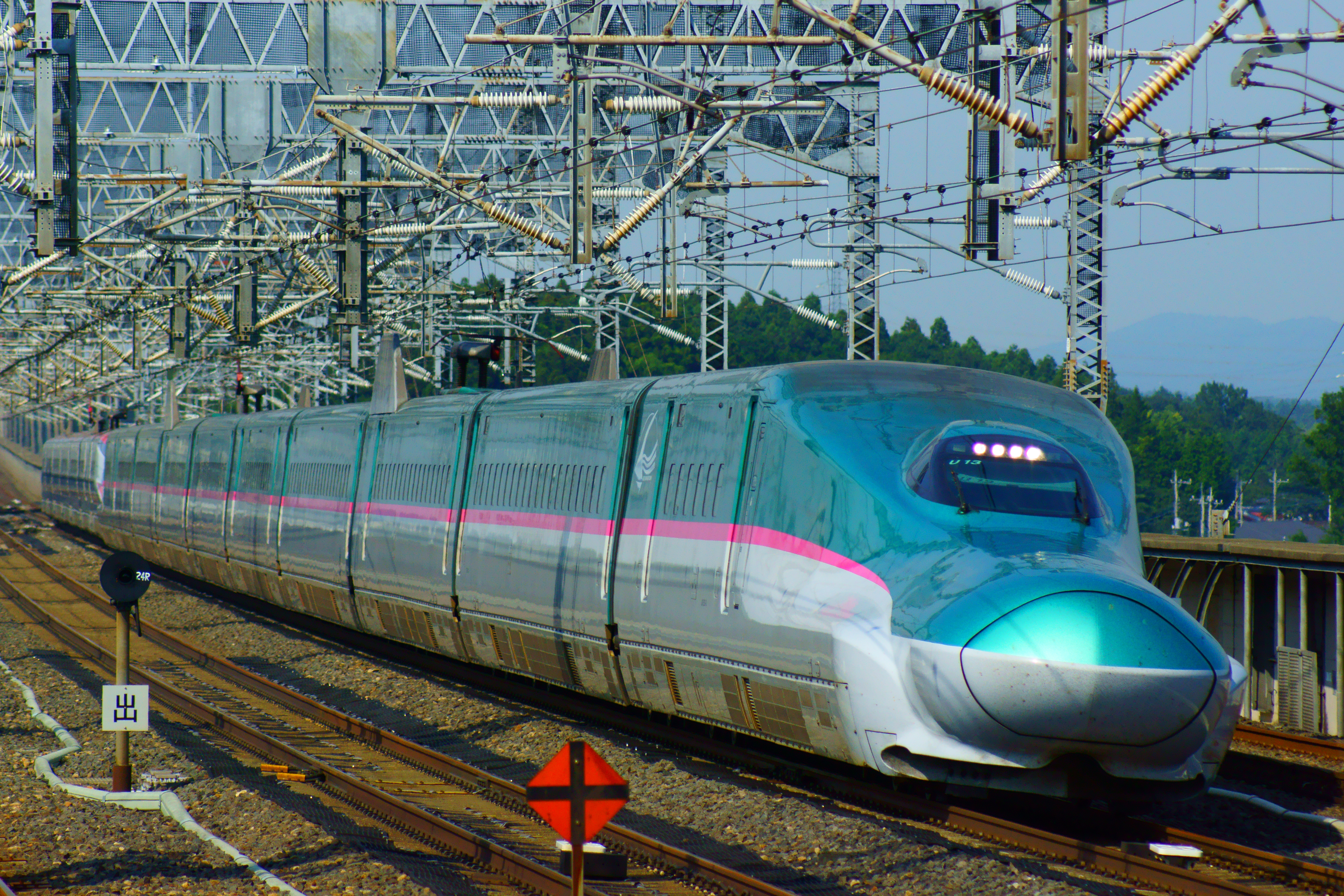
E5系和E6系重联运行时以时速320km/h通过那須塩原站
（2015年7月27日 那須塩原站)

截至2023年4月1日，E5系总共46列列车全部配属于新干线综合车辆中心，定期运用以下文所述。另外，「隼号」在宇都宫站-盛冈站区间以320km/h行驶，而非「隼号」班次的列车均在该区间以最高速度275km/h行驶。
- 隼号（ Hayabusa）
  - 包括下文H5系以内，全列車運用。除部分列车外，東京站、仙台站 - 盛岡站之間均与E6系「小町号」重联运行。
- 疾风号（ Hayate）
  - 盛岡駅 - 新函馆北斗站間：上下各1班次運用。
  - 新青森站 - 新函馆北斗站間：上下各1班次運用。
- 山彦号（ Yamabiko）
  - 東京站 - 盛岡站間：下行10班次、上行11班次運用。另外，下行2班次、上行1班次与E6系，上下各1班次与E3系0番台重联运行。
  - 仙台站 - 盛岡站間：下行2班次、上行1班次運用。不使用特等车厢。
  - 東京站 - 仙台站間：下行11班次、上行12班次運用。另外，下行4班次、上行5班次与E6系，上下各1班次与E3系0番台重联运行。
  - 郡山站 - 仙台站間：上行1班次運用。不使用特等车厢。上行与E6系重联运行。
  - 那須塩原站 - 仙台站間：下行1班次運用。
- 那须野号（ Nasuno）
  - 東京站 - 郡山站間：下行5班次、上行6班次運用。另外，下行2班次、上行3班次与E6系，上下各1班次与E3系0番台重联运行。
  - 東京站 - 那須塩原站間：下行8班次、上行6班次運用。另外，上下各3班次与E6系，上下各1班次与E3系0番台重联运行。
  - 東京站 - 小山站間：上行1班次運用。

### H5系

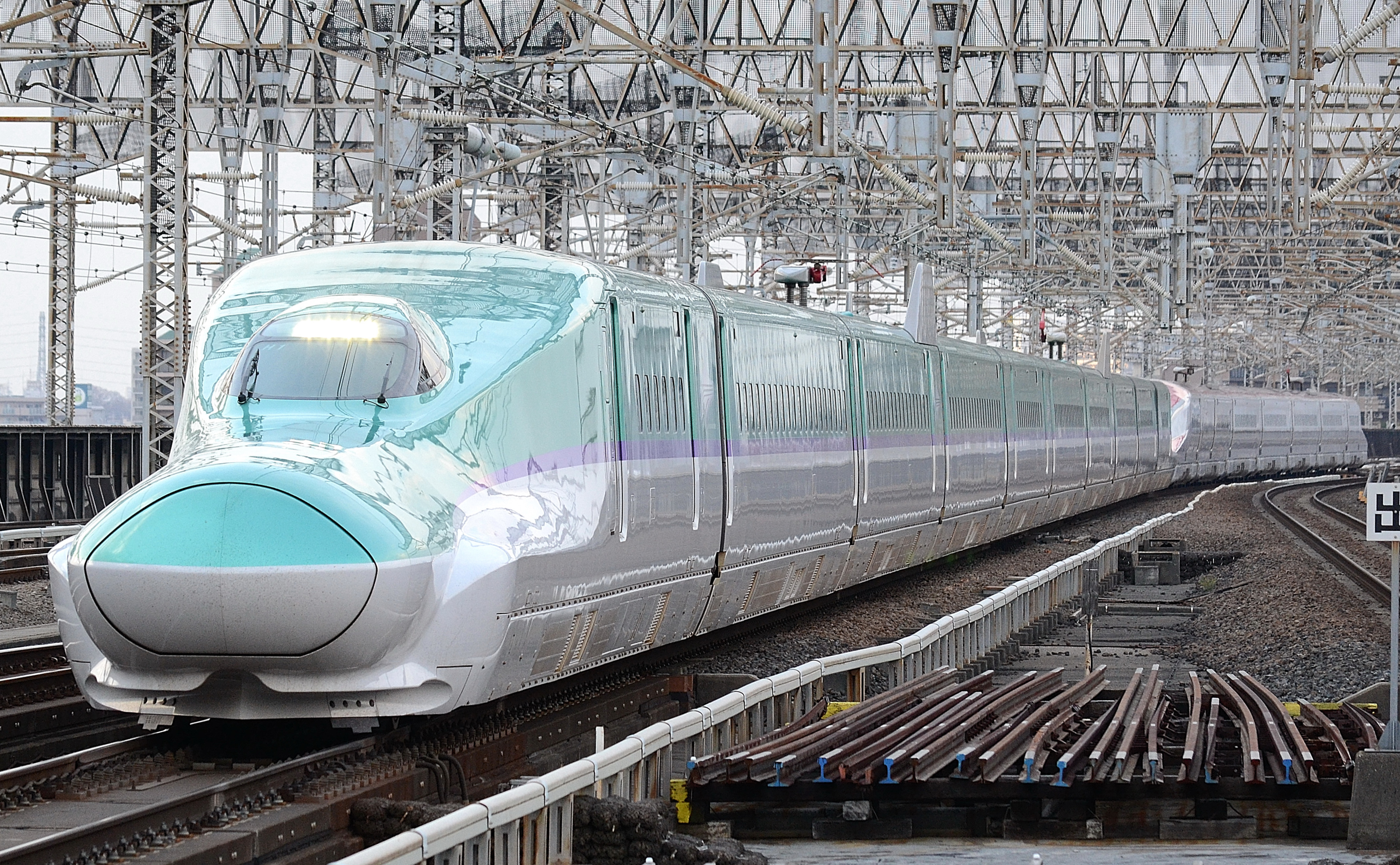
H5系H1编组和E6系重联运行进入大宫站

截至2023年4月1日，H5系总共3列列车全部配属于JR北海道的函馆新干线综合车辆所。
与E5系一样，東京站、仙台站 - 盛岡站之間与E6系「小町号」重联运行。截止2020年3月14日，通常运用于隼号3班往返班次（下行21、39、95号／上行10、28、42号）和山彦号下行1班次（223号，與E6系重联运行）。不过在繁忙时段，可能会使用其他列车。

## 其它
- 自2011年4月29日起，在1号車上贴有東北地方太平洋近海地震重建促进运动的贴纸，由于配合青森地方旅游活动，10号車贴有（日本加油！東北加油！）的贴纸[註 6]。
- 2012年11月17日，为纪念在上越新干线开通30周年，E5系U8编组在上越新干线运行“上越新干线开业30周年号”团体专用列车[65]。这也是本系列第一次在上越新干线运营[66]。
- 自2016年3月19日起，E5系在1号車和10号車均贴上「Treasureland TOHOKU－JAPAN」的标志[67]。2016年之后的增备车亦贴上该标志。
- 2017年7月9日-10日，E5系U27编组担当団体临时列車「東北新幹線開業35周年記念号」，于新潟站 - 八户站間运营[68]。
- 2018年7月5日开始在大宫的鐵道博物館展示E5系1比1尺寸模型车（10号車E514型）。编组为U0编组，车号为E514-9001，但除控制设备等未装备外，其他与实车相同。
- 2021年6月，因行動電話普及率高，JR集團各公司拆除所有新幹線列車上的公用電話[69]。

## 今后计划
2015年之前包括量产试制车（改造为商业化运营）在内合计59编组投入。计划在东北新干线之中除迷你新干线“翼”以及“小町”之外所有列车将替换成新型列车，但在2014年底的计划中暂时保留半数在东北新干线运用的E2系J编组共28列。另外在2015年11月，增备U29至U31编组，在2016年底至2017年初增备U32编组和U33编组，在2017年7月又增备了U35编组。截至2019年10月，E5系列共生产了43列。
另外，在2016年3月的北海道新干线的新青森-新函馆北斗间开业时，E5系和H5系是道南和东北新干线运行的前提的车辆。将来2031年春季新函馆北斗-札幌间开业那时，将考虑到列车的换代的前提，以及更高要求的气候对策和寒冷对策而是否需要研制新一代新干线列车的检讨中，有报道指出JR北海道公关否认。但JR东日本在2017年7月4日决定研制新型新干线试验列车“ALFA-X”，将利用该列车以研制新一代新干线列车。
2031年，北海道新干线新函馆北斗-札幌间开业，預計以“ALFA-X”為基礎的列車取代E5系/H5系，將於北海道新干线新函馆北斗-札幌间運行。
2025年3月，JR東日本發表基於ALFA-X為基礎的新型車輛「E10系」，預計2030年度開始作為E5系、H5系的後繼車輛營業運轉。

## 海外输出
为配合預計在2026年落成的印度高速鐵路，将向印度出口同型號列车共25编组。列车最高速度预计350km/h，定員人数方面商务席为25名，标准席为698名（预计）。
繼台灣高鐵的700T型電聯車和中國高鐵的和諧號CRH2型電力動車組後，这是日本新干线第三款輸出到國外的列車。

### 资料来源
1. ↑  . 三栄書房. 2009: p.9. ISBN 9784779606694 （日语）.
2. 1 2 3  . 交友社. 2009: p.61 （日语）.
3. 1 2  新しい東北新幹線の列車愛称等の決定についてPDF JR東日本プレスリリース 2010年5月11日付
4. ↑  E5系による列車は“はやぶさ”に （页面存档备份，存于）-鉄道ファン-railf.jp（交友社） 2010年5月12日付
5. ↑  .   [2014-12-19]. （原始内容存档于2014-04-15）.
6. ↑  "E5系S11編成仙台港に陸揚げ" (E5 series set S11 unloaded at Sendai Port)（2009年5月24日） （页面存档备份，存于）. Retrieved on 2009年5月25日. （日語）
7. ↑  . 東奥日報（Web東奥） (東奥日報社). 2009-06-16  [2009-06-16]. （原始内容存档于2009年6月19日）.[]
8. ↑  . 産経新聞（MSN産経ニュース） (産業経済新聞社). 2009-06-16  [2009-06-16]. （原始内容存档于2009年6月19日）.[]
9. ↑   (PDF) (新闻稿). 東日本旅客鉄道新潟支社. 2009-10-02  [2009-10-02]. （原始内容 (PDF)存档于2011年11月28日）.[]
10. ↑  東北新幹線の新型車「E5系」、東京デビューasahi.com（朝日新聞） 2009年12月9日付
11. ↑  E5系が東京へ初入線 （页面存档备份，存于） - 鉄道ファン-railf.jp（交友社） 2009年12月9日付
12. ↑  E5系はやぶさ・E6系こまち初の連結走行試験 （页面存档备份，存于） - YOMIURI ONLINE（読売新聞）、10月27日付
13. ↑  E5系量産車が陸揚げされる （页面存档备份，存于） - 鉄道ファン-railf.jp（交友社） 2010年11月25日付
14. ↑  東北新幹線 「はやぶさ」 3月5日 デビュー！PDF JR東日本プレスリリース 2010年11月11日付
15. ↑  E5系“はやぶさ”がデビュー （页面存档备份，存于） - 鉄道ファン-railf.jp（交友社） 2011年3月6日付
16. ↑   (PDF) (新闻稿). 東日本旅客鉄道. 2012-07-06  [2014-12-01]. （原始内容 (PDF)存档于2016-03-04）.
17. ↑   (PDF) (新闻稿). 東日本旅客鉄道仙台支社. 2012-07-06  [2014-12-01]. （原始内容 (PDF)存档于2013-06-19）.
18. ↑   (PDF) (新闻稿). 東日本旅客鉄道. 2007-11-16  [2014-08-29]. （原始内容存档 (PDF)于2012-11-19）.
19. ↑  E5系U1編成が新幹線総合車両センターから出場 （页面存档备份，存于） - 交友社『鉄道ファン』railf.jp 鉄道ニュース 2013年3月1日
20. ↑  「JR電車編成表2013夏」ISBN 9784330373133 10頁。
21. ↑   (PDF) (新闻稿). 東日本旅客鉄道. 2013-07-05  [2014-11-04]. （原始内容存档 (PDF)于2016-03-04）.
22. ↑   (PDF) (新闻稿). 東日本旅客鉄道秋田支社. 2013-07-05  [2014-12-01]. （原始内容存档 (PDF)于2019-05-22）.
23. ↑   (PDF) (新闻稿). 東日本旅客鉄道. 2013-12-20  [2014-11-04]. （原始内容存档 (PDF)于2018-10-09）.
24. ↑   (PDF) (新闻稿). 東日本旅客鉄道仙台支社. 2013-12-20  [2014-12-01]. （原始内容 (PDF)存档于2014-04-22）.
25. ↑   (PDF) (新闻稿). 東日本旅客鉄道盛岡支社. 2013-12-20  [2014-12-01]. （原始内容 (PDF)存档于2014-12-09）.
26. ↑   (PDF) (新闻稿). 東日本旅客鉄道秋田支社. 2013-12-20  [2014-12-01]. （原始内容存档 (PDF)于2013-12-30）.
27. ↑  . 北海道新聞 (北海道新聞社). 2014-10-08  [2014-10-09]. （原始内容存档于2014-10-16）.
28. ↑  . 北海道新聞 (北海道新聞社). 2014-10-09  [2014-10-09]. （原始内容存档于2014-10-16）.
29. ↑  . railf.jp 鉄道ニュース (交友社). 2014-10-12  [2014-10-20]. （原始内容存档于2017-08-26）.
30. ↑  . 北海道新聞 (北海道新聞社). 2014-09-26  [2014-09-26]. （原始内容存档于2014-10-16）.
31. ↑  . YOMIURI ONLINE (読売新聞社). 2014-10-14  [2014-10-20]. （原始内容存档于2014-10-20）.
32. ↑  . 北海道新聞 (北海道新聞社). 2014-11-01  [2014-11-01]. （原始内容存档于2014-11-01）.
33. ↑   (PDF) (新闻稿). 鉄道建設・運輸施設整備支援機構. 2014-10-01  [2014-10-01]. （原始内容 (PDF)存档于2014-10-02）.
34. ↑  . 北海道新聞 (北海道新聞社). 2014-12-01  [2014-12-01]. （原始内容存档于2014-12-07）.
35. 1 2  . 日本経済新聞 (日本経済新聞社). 2014-12-01  [2014-12-01]. （原始内容存档于2014-12-07）.
36. ↑  . NHKニュース (日本放送協会). 2014-12-01  [2014-12-01]. （原始内容存档于2014-12-01）.
37. ↑  . 北海道新聞 (北海道新聞社). 2014-12-02  [2014-12-03]. （原始内容存档于2014-12-07）.
38. ↑  . 毎日新聞 (毎日新聞社). 2014-12-02  [2014-12-05]. （原始内容存档于2014-12-09）.
39. ↑  . 北海道新聞 (北海道新聞社). 2014-12-07  [2014-12-07]. （原始内容存档于2014-12-09）.
40. ↑  . YOMIURI ONLINE (読売新聞社). 2014-12-07  [2014-12-07]. （原始内容存档于2014-12-09）.
41. ↑  . 北海道新聞 (北海道新聞社). 2014-10-02  [2014-10-09]. （原始内容存档于2014-10-02）.
42. ↑   (PDF) (新闻稿). 北海道旅客鉄道. 2014-09-10  [2014-09-10]. （原始内容存档 (PDF)于2014-09-11）.
43. ↑  . 北海道新聞 (北海道新聞社). 2014-03-13  [2014-03-13]. （原始内容存档于2014-03-20）.
44. ↑  . 北海道新聞 (北海道新聞社). 2014-03-19  [2014-03-19]. （原始内容存档于2014-03-19）.
45. 1 2  「JR東日本 東北新幹線に投入するE5系の車両デザイン発表」交通新聞（交通新聞社）2009年2月5日付
46. ↑  JR East press release: "新型高速新幹線車両（Ｅ５系）のデザインについて" (Information on Design of New Shinkansen (E5 Series) Trains)（2009年2月3日） （页面存档备份，存于）。Retrieved on 2009年2月3日。（日語）
47. ↑  . 北海道新聞 (北海道新聞社). 2014-10-15  [2014-11-01]. （原始内容存档于2014-11-01）.
48. ↑   (PDF) (新闻稿). 北海道旅客鉄道. 2014-11-20  [2014-11-20]. （原始内容存档 (PDF)于2021-02-25）.
49. ↑  『鉄道のテクノロジー』Vol.15、三栄書房、2013年、p.19、ISBN 9784779616877
50. 1 2  . ネコ・パブリッシング. 2010: p.113 （日语）.
51. ↑  『車両技術』通巻241号、p.27
52. ↑  『車両技術』通巻241号、p.23
53. ↑   (PDF) (新闻稿). 東日本旅客鉄道. 2007-07-27  [2014-09-10]. （原始内容存档 (PDF)于2016-03-04）.
54. ↑  新幹線用低騒音パンタグラフの開発[] - 鉄道総合技術研究所・RRR（2015.10 Vol.72 No.10/2016年1月30日閲覧）
55. 1 2 3 4 5  . ネコ・パブリッシング. 2009: p.16. ASIN B002GCGJZK （日语）.
56. ↑   (PDF) (新闻稿). 北海道旅客鉄道. 2014-04-16  [2014-09-10]. （原始内容存档 (PDF)于2014-04-16）.
57. ↑  . YOMIURI ONLINE (読売新聞社). 2014-04-16  [2014-04-16]. （原始内容存档于2014-04-16）.
58. ↑  . 北海道新聞 (北海道新聞社). 2014-04-07  [2014-04-07]. （原始内容存档于2014-04-14）.
59. ↑  . 鉄道ジャーナル社. 2009: 70 （日语）.
60. ↑  . 北海道新聞 (北海道新聞社). 2014-11-21  [2014-11-22]. （原始内容存档于2014-11-29）.
61. ↑   (PDF) (新闻稿). 東日本旅客鉄道. 2017-05-09  [2017-05-09]. （原始内容存档 (PDF)于2020-09-28）.
62. ↑   (PDF) (新闻稿). 東日本旅客鉄道. 2010-05-11  [2014-09-11]. （原始内容存档 (PDF)于2021-03-16）.
63. ↑  JR East press release: First Introduction of a 1st Class "Super Green Car" (tentative name) for New "Hayate" Shinkansen Trains (E5 Series)!（2008年4月8日） 的存檔，存档日期2009年01月24日，.。Retrieved on 2009年2月3日。（英文）
64. 1 2 3 4 5 6 7 8  . 鉄道ファン 2014年7月号（通巻639号） (交友社). 2014-05-21, 54 (7): 37 （日语）.
65. ↑  . railf.jp 鉄道ニュース (交友社). 2012-11-18  [2014-10-20]. （原始内容存档于2021-02-27）.
66. ↑   (PDF). 新幹線YEAR2012特設サイト. 東日本旅客鉄道新潟支社. 2012-09-12  [2012-09-12]. （原始内容 (PDF)存档于2012年9月20日）.[]
67. ↑   (PDF) (新闻稿). 東日本旅客鉄道. 2016-03-18  [2016-06-29]. （原始内容 (PDF)存档于2016-03-18） （日语）.
68. ↑   (PDF) (新闻稿). 東日本旅客鉄道新潟支社. 2017-05-16  [2017-06-30]. （原始内容存档 (PDF)于2020-09-18）.
69. ↑  . 聯合新聞網. 中央通訊社. 2021-03-21  [2021-03-22]. （原始内容存档于2021-11-04）.
70. ↑  Sankei News: "新型新幹線は白とピンク　スピード感表現"（2009年2月3日） Archive.today的存檔，存档日期2013年02月18日。Retrieved on 20092月3日。（日語）
71. ↑  .   [2018-07-24]. （原始内容存档于2018-07-24）.
72. ↑   (PDF).   [2025-03-04]. （原始内容存档 (PDF)于2025-04-28）.
73. ↑  Indian Railways to order 25 high speed trains （页面存档备份，存于）2017年9月8日閲覧